# Ренан, Эрнест
Жозе́ф Эрне́ст Рена́н (фр. Joseph Ernest Renan; 27 февраля 1823, Трегье, Кот-д’Армор — 2 октября 1892, Париж) — французский историк религии, семитолог, публицист. Разделяя взгляды тюбингенской школы, Ренан в наиболее известной своей книге «Жизнь Иисуса» (1863) попытался избавить новозаветную историю от сверхъестественных и чудесных элементов, представив Иисуса Христа как проповедника, наделённого особым даром. Член Академии надписей (1856), иностранный член Российской академии наук (1860), действительный член Французской академии (1878), иностранный член Академии деи Линчеи (1883). Великий офицер ордена Почётного легиона (1888).
В 1838—1845 годах обучался в семинарии, в которой заинтересовался восточными языками и библейской критикой, 1 июня 1845 года был рукоположён в сан субдиакона. Выйдя из церкви (в основном из-за нетерпимости тогдашнего католицизма к библейской критике и под влиянием сестры-писательницы), обучался в Коллеж де Франс, в 1849—1850 годах совершил полугодовое путешествие в Италию. С 1851 года работал в восточном отделе Национальной библиотеки Франции, в 1852 году удостоен докторской степени за исследования об Аверроэсе и сирийских переводах Аристотеля. В 1855 году опубликовал «Сравнительную историю семитских языков». В 1860—1861 годах участвовал в археологической экспедиции в Сирии и Ливане, посетил Палестину. В 1862 году занял кафедру гебраистики в Коллеж де Франс, но в 1864 году со скандалом был отправлен в отставку. В 1864—1865 годах совершил путешествие в Египет и Грецию, в дальнейшем многократно совершал поездки в Италию и один раз в Великобританию. В 1870 году вернулся на работу в Коллеж де Франс, в 1883 году был избран его главой (администратором) и впоследствии четырежды переизбирался.
Как мыслитель Эрнест Ренан склонялся к позитивизму, утверждая невозможность метафизики из-за относительного характера познания. В книге «Будущее науки» (1848, опубликована в 1890) утверждал, что наука способна разрешить все проблемы человечества и со временем заменит собой религию. Самостоятельное значение философии Ренан отрицал, признавая объективный характер исторического процесса, направленного на создание более совершенного человека. Ренан также обосновал искусство историка, который на основе иногда «баснословных» источников должен восстановить достоверную картину прошлого, того, «что, вероятно, могло бы быть». Его оценки и реконструкции уже современники критиковали за субъективность, а «Жизнь Иисуса» рассматривалась как документальный роман. Помимо семитской филологии, Ренан занимался проблемой происхождения ислама и мусульманской философией. Однако главными трудами его жизни стали «История происхождения христианства» (7 томов, 1863—1883) и продолжающая её пятитомная «История израильского народа» (1887—1893).
Политическим идеалом Ренана было элитарное общество с правлением «мыслящей аристократии», крайне враждебно он отнёсся к Парижской коммуне. В 1887 году Ренан издал свой доклад в Сорбонне «Что такое нация?», благодаря которому считается одним из крупнейших теоретиков XIX века в области национального вопроса. Он отождествлял национальность с понятием общего исторического прошлого, политического и культурного наследия, которое приводит к свободному выбору самоидентификации. На этом основании Ренан вступил в полемику со Штраусом, который оправдывал прусский захват Эльзаса и Лотарингии «кровью и судьбой».

## Биография

### Детство и юность (1823—1838)

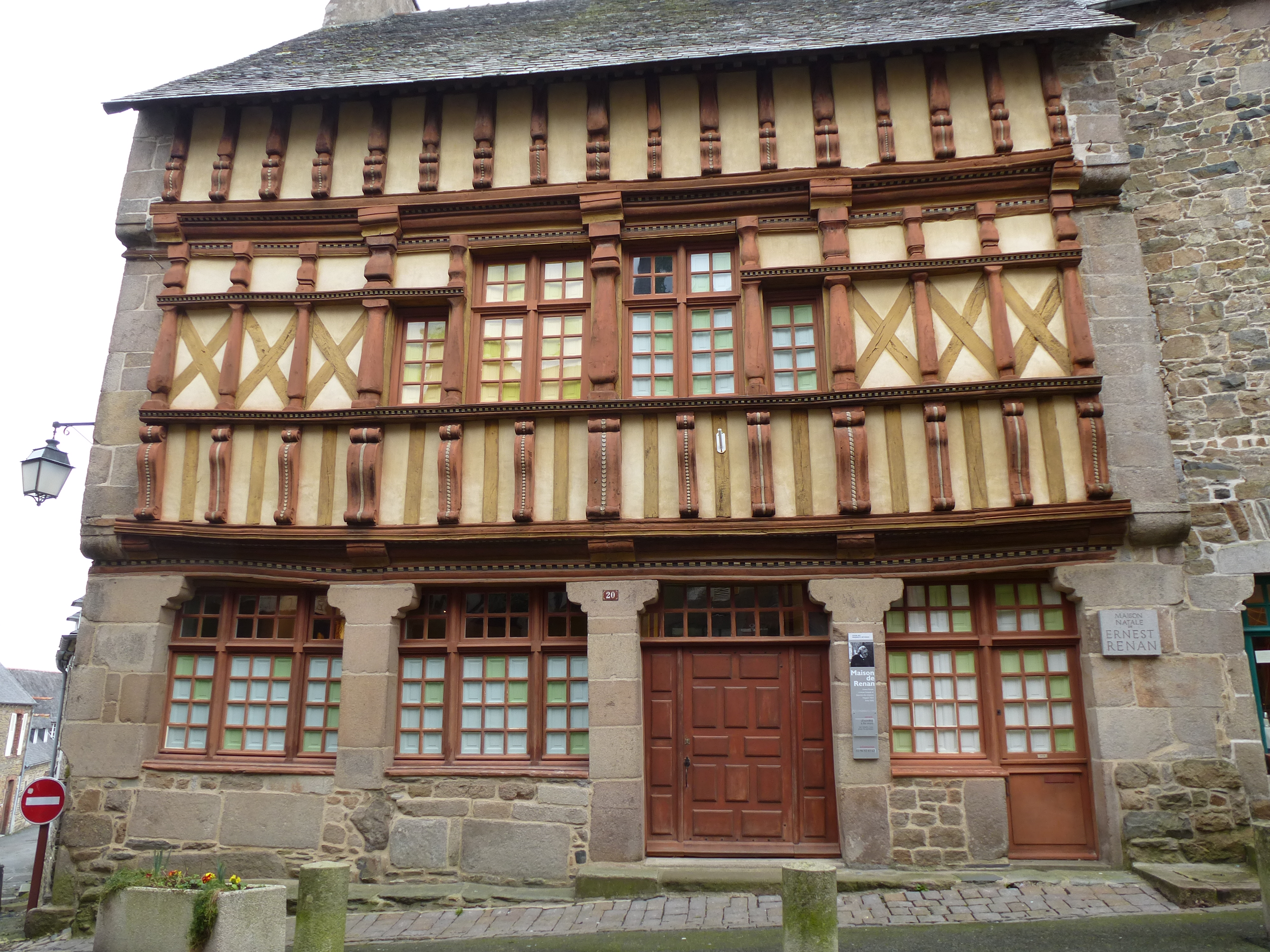
Трегье. Дом, в котором родился Э. Ренан. Фото 2015 года

Основателем рода Ренанов был земледелец Жан, родившийся в 1654 году и далее переехавший в монастырский город Трегье в Бретани. В годы революции Ренаны были на стороне монархистов и клерикалов, укрывали дома священника, хотя двоюродный дед будущего историка вступил в Национальную гвардию; были в семье и жертвы революционного террора. Внук Жана Ренана Ален — дед будущего историка — несколько поправил благосостояние, снабжая моряков вином и припасами. Его единственный сын Филибер-Франсуа в 1807 году вступил в брак с гасконкой Мадлен Фегер (семейное её прозвище «Манон»). У Филибера и Мадлен родились сын Ален (1809) и дочь Генриетта (1811). После разорения Филибер Ренан был вынужден выходить в море на ловлю рыбы; постепенно он начал спиваться. Мадлен торговала в семейной лавке. В шесть часов утра 28 февраля 1823 года у них родился недоношенный поздний ребёнок (отцу было тогда сорок восемь лет, матери — тридцать восемь), крещённый Жозефом-Эрнестом. Было мало надежды, что ребёнок выживет. Согласно семейному преданию, Мадлен упала с новорождённым Эрнестом на колени перед распятием и разрыдалась. 11 июня 1828 года Филибер Ренан пропал без вести во время промысла близ Сен-Мало, что филолог и биограф Жан Бальку трактовал как завуалированное самоубийство.
20 сентября 1828 года имущество Ренанов было описано, поскольку долги покойного главы семейства составляли 22 425 франков. Старший сын Ален к тому времени с отличием окончил духовную школу и с начала 1828 года работал в одном из парижских банков. Мадлен, Генриетта и Эрнест переехали в Ланьон к родственникам. Около двух лет Эрнест провёл в Ланьоне на попечении незамужних тёток и старшей сестры Генриетты, которую рассматривал как вторую мать. В позднейших воспоминаниях и переписке Эрнест утверждал, что, несмотря на бедность, детство его было счастливым, а отношения в семье были отмечены искренней любовью. Со временем Мадлен Ренан сумела найти «снисходительных» кредиторов, выплатила долги и вернула лавку. В 1831 году Эрнест тяжело заболел. Из письма его бабушки 19 марта 1831 года следует, что «пятьдесят пять дней лихорадка, сопровождаемая бредом, терзала его от десяти часов вечера до пяти-шести часов утра». Выздоровление было воспринято как чудо, мать совершила с сыном паломничество в Генган. В 1832 году Эрнеста отдали в церковную школу, поскольку в Трегье не было иного способа получения образования, а сам Эрнест был знаком многим священникам-учителям, посещавшим лавку его матери. В силу семейного воспитания он был сдержанным и начитанным, поэтому в школе стал одним из первых учеников; впрочем, по мнению Х. Уордмэна, женско-священническая среда помешала его нормальной социализации и сексуальному воспитанию. С ранних лет было очевидно, что Ренан не слишком годится для церковной карьеры, но другого варианта «социального лифта» в его окружении в то время не существовало. В феврале 1837 года Эрнеста приняли в Конгрегацию Пресвятой Богородицы, и он исполнял обязанности министранта, что совершенно не вызывало восторга Генриетты, которая в сентябрьском письме укоряла мать и брата, что тот «потонет в рутине». Сама она, получив в Ланьоне свидетельство учительницы, отбыла в Париж на заработки.

### Семинария и кризис веры (1838—1845)

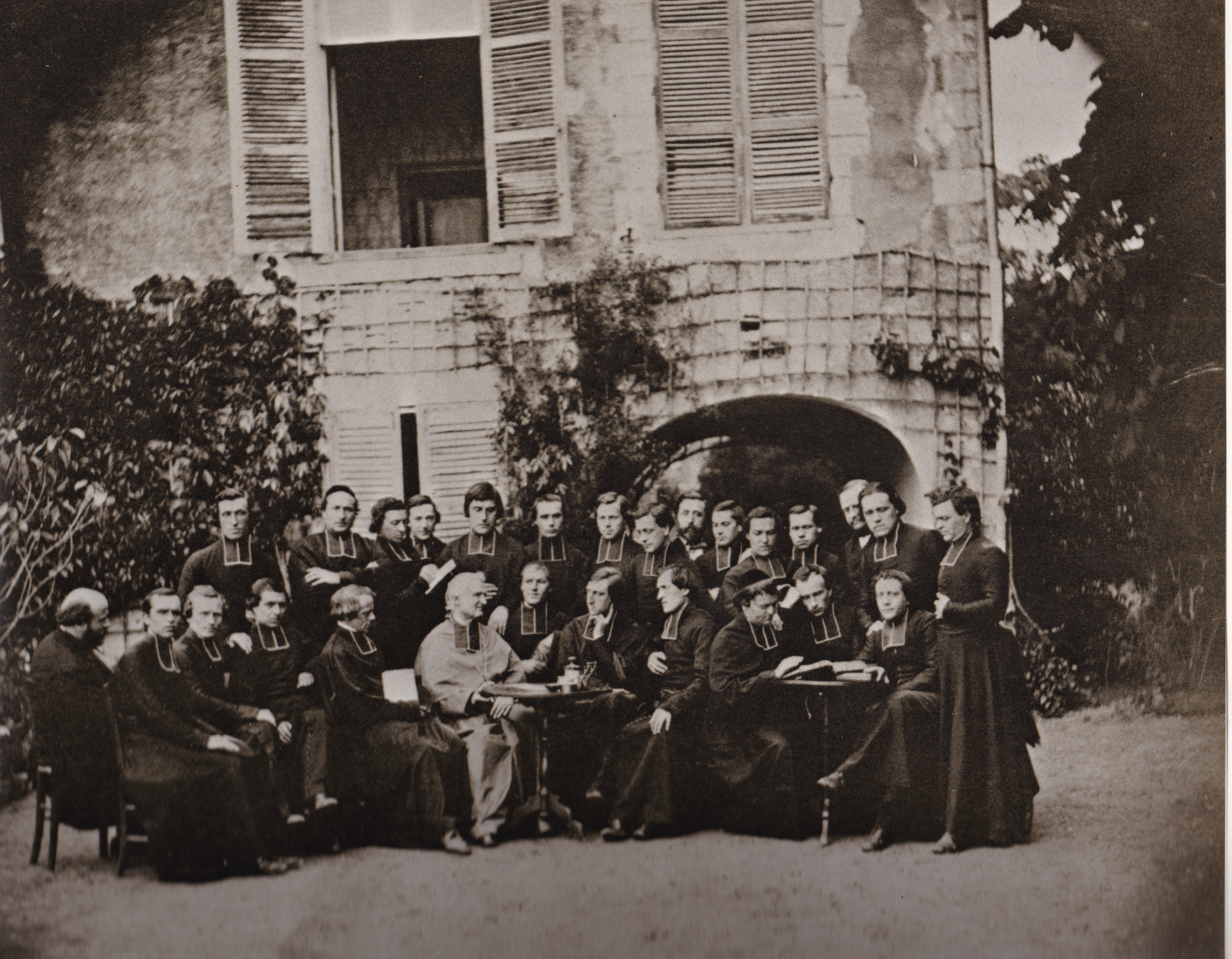
Аббат Дюпанлу, студенты и профессора семинарии на фото 1860 года

Генриетта Ренан в 1838 году организовала вызов талантливому брату в Париж и стипендию подготовительной семинарии Сен-Никола-дю-Шардонне. Настоятелем Сен-Никола был аббат Дюпанлу (позднее ставший епископом Орлеанским), который сыграл немалую роль в посмертном признании католической церковью Талейрана. Адаптация Эрнеста после Бретани была трудной: он скучал по матери и перестал быть первым учеником. Дюпанлу, обязанный по должности читать переписку своих подопечных, публично объявил, что Ренан должен писать свои сочинения так же изысканно, как и письма матери. Образование было исключительно гуманитарно-риторическим, Эрнест охотно писал стихи на латыни и по-французски, составлял речи в подражание Фенелону и Массильону (и был пятикратно отмечен наградами), впервые узнал о произведениях Гюго и слушал проповеди Равиньяна. Генриетта продолжала опекать брата; к началу 1840-х годов она порвала с церковью и утратила веру, не рассматривая будущее Эрнеста-кюре как единственно возможное. Далее Генриетта устроилась гувернанткой в семейство Замойских, в котором прожила до 1850 года, лишь единожды за это время навестив родню. По контракту она получала 3000 франков годового жалованья, две трети которого откладывала в банк для будущей жизни, а из оставшейся тысячи посылала некоторые суммы матери и брату.
В 1841 году Эрнест Ренан поступил в философские классы в Исси-ле-Мулино — части большой семинарии Сен-Сюльпис. С 1842 года он отправлял сестре длинные послания, исполненные глубокого самоанализа. Из переписки следует, что его привлекала «возвышенная» карьера приходского священника, гарантирующая скромную независимую жизнь, позволяющую удовлетворять интеллектуальные склонности и гармонизировать «личное и общественное». Подобные разговоры он вёл и с наставником Дюпанлу, который развенчивал его наивность: «чтобы быть свободным, следует быть авторитетным». В свою очередь, Генриетта желала, чтобы брат бросил семинарию и поступил в Эколь Нормаль. В то время Эрнест изучал так называемую «картезианскую схоластику» — принятый с XVIII века во французских семинариях синтез средневековой схоластики, картезианства и школы здравого смысла в версии Рида. Читая труды последнего, Ренан заинтересовался кантианством, поручив Генриетте съездить в Кёнигсберг и поклониться могиле философа. Томизм сделался официальной католической философией позже, в понтификат Льва XIII, а разочарование в картезианстве оттолкнуло Эрнеста от философии, и он обратился к историческим исследованиям. В письмах Генриетте утверждалось, что он «заменил откровение становлением», интенсивно осмысливая труды Канта и Паскаля. Предположительно, он разочаровался в церковном христианстве ещё в Исси, но пытался «философски отстоять» индивидуальную веру. Этому способствовали диспуты, в которых семинаристы регулярно участвовали. Летом 1843 года один из наставников — аббат Готтофре — объявил Ренану, что его рационалистические штудии противоречат вере. Несмотря на это, Эрнесту было предложено принять малый чин и перейти в ряды чёрного духовенства. Он был растерян и в переписке с Генриеттой признал, что священство уже не является его идеалом:

Именно этого я и искал — соединения высокого религиозного духа с духом критическим. Порой я жалел о том, что я не протестант, — тогда я мог бы быть философом, не переставая быть христианином.
Проведя летние вакации с матерью в Бретани (старший брат Ален женился), осенью 1843 года Ренан поступил в семинарию Сен-Сюльпис на высшую ступень духовного образования. Он должен был изучать апологетику, догматику и экзегетику, для упражнений в которой был предусмотрен древнееврейский язык. Эрнест настолько увлёкся древнееврейским языком и достиг такого уровня владения им, что семинаристу стали поручать ведение классов. Главным наставником был отец Ле Ир. Курс был необязательным, и в конце концов Эрнест остался единственным, кто занимался семитскими языками, — ещё сирийским и арабским. Параллельно он изучал немецкий язык, так как библейская экзегетика еврейских и арамейских текстов была наиболее развита в Германии. Таким образом, именно аббат Ле Ир разжёг в Ренане «пагубную страсть» к экзегетике (в терминологии Жана Бальку — деконструкции библейского текста), ставшую разрушительной для его веры. Христианская догматика вызвала отторжение: Генриетте он писал, что это «пустая трата интеллектуальной изобретательности — объяснение необъяснимого». В ноябре ему было предложено получить тонзуру, и в переписке с сестрой зафиксированы «ужасные сомнения», хотя это ещё не было принятием монашества. В переписке с однокашником-семинаристом он ссылался на Паскаля, у которого Иисус Христос был посредником между людьми и сокрытым от них Богом. В течение 1844 года Ренан составил для себя генеральную исследовательскую программу «рационального подтверждения христианства», что стимулировалось как занятиями экзегетикой у Ле Ира, так и лекциями по востоковедению у Катрмера в Коллеж де Франс. Кризис веры у Ренана достиг апогея к маю 1845 года, когда ему предстояло принять чин субдиакона (1 июня он одновременно был поставлен в малые чины и рукоположён). К этому времени относился набросок «Психологического эссе об Иисусе Христе», опубликованного только в 1921 году. Эссе свидетельствует, что Ренан, сохранив веру в далёкого Бога-создателя, отверг божественность Христа и бессмертие души. При этом парадоксально Эрнест не мог допустить и смертности Иисуса Христа. Несмотря на то, что архиепископ Парижский Афр благословил открытие при Сен-Сюльпис Института библейских исследований, Ренан решительно объявил, что более не собирается носить рясу. Начальство хотело сохранить талантливого библеиста, и ему было предложено занять должность классного инспектора в Коллеже Станислава, но Эрнест отказался и принял решение получить степень бакалавра востоковедения. Брат Ален 13 октября прислал 200 франков, что позволило купить светскую одежду; это превратилось для Ренана в символический акт.
В конце жизни Ренан так характеризовал свой уход из семинарии:

Мои причины были все филологического и критического свойства: они отнюдь не были метафизическими, политическими или нравственными.

### Становление учёного (1846—1850)

#### Наука и революция

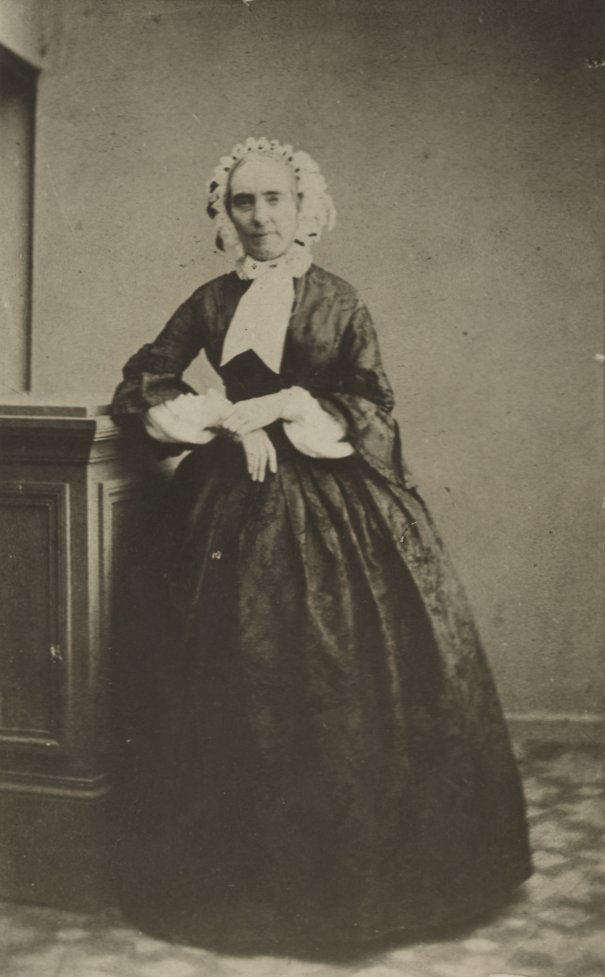
Генриетта Ренан в 1857 году

Эрнест Ренан устроился помощником учителя в пансионе Круазе, в котором вёл практически монашескую жизнь (называя свою комнату «кельей»). Единственным его другом стал 18-летний химик Бертло, живший в том же пансионе; их отношения продлились всю жизнь, от знакомства 5 ноября 1845 года. В материальном плане всё обстояло благополучно: потребности Эрнеста были невелики, а жалованье позволяло не прикасаться к 1500 франкам, присланным Генриеттой. Он регулярно ходил на мессу и исповедовался: кризис веры далеко не был преодолён, о чём свидетельствовала переписка с Генриеттой. 23 января 1846 года в Коллеж де Франс Эрнест Ренан получил степень бакалавра искусств, а 23 октября на экзаменах на степень лиценциата литературы занял четвёртое место из четырнадцати. Далее предстояла подготовка к получению степени агреже; конкурсу на агреже предшествовали экзамены на степень бакалавра естественных наук, которой Ренан удостоился 30 июля 1847 года. Параллельно в марте 1847 года Эрнест окончил свой первый научный труд: «Историческое и теоретическое эссе о семитских языках вообще и еврейском в частности», за который был удостоен Премии Вольнея в 1200 франков, обеспечившей некоторую финансовую независимость. Одновременно он был избран в Азиатское общество. На Ренана обратил внимание Эжен Бюрнуф, о котором Эрнест писал сестре, что «обрёл истинного учёного-философа, каким бы хотел сделаться и я сам». В теоретическом плане Ренан увлёкся Гердером и Фихте. Однако со временем всё больше раздражали учительские обязанности — приходилось «присматривать за мальчишками» и выслушивать приказы и нотации от «людоедов», как он характеризовал старших учителей.
Коллеж де Франс в известном смысле вызывал у Ренана те же эмоции, что и семинария. Если в Сен-Сюльпис «духовенство в целом являлось носителем возвышенного духа, но клирики в отдельности — нет», то и учёных Сорбонны Ренан классифицировал по четверичной схеме. Во-первых, это «трудолюбивые догматики» — отличные специалисты, не озабоченные метафизическими борениями. Во-вторых, «критики» с тонкими способностями к анализу, но которым не хватало духовных убеждений (как Сент-Бёв). В-третьих, «великие скептики», чей темперамент направлен на разрушение. Наконец, высшим типом учёного является «универсал», осуществивший успешный синтез личных устремлений и абсолюта, успокоенный внутренне. Таким хотел быть и он сам. Генриетте Ренан писал, что, слушая «болтовню академиков» в библиотеке, всегда задавался вопросом, «как они сами оправдывают собственную ценность».
1 апреля 1848 года Ренан удостоился первой премии Академии надписей за работу Histoire de l’étude de la langue grecque dans l’Occident de l’Europe depuis la fin du Ve siècle jusqu’à celle du XIVe, составившей 2000 франков. Наконец, 3 сентября 1848 года Эрнест Ренан удостоился степени агреже по философии, будучи первым в списке.
Февральская революция 1848 года прервала занятия в университете и вызвала заочную ссору Эрнеста и Генриетты. Сестра считала, что это была катастрофа, а брат полагал, что революция приведёт к переустройству социальной жизни на более рациональных началах и обновит церковь. Впрочем, он не отрицал, что этому будут предшествовать тяжёлые времена, «которые просто надо пережить». В мае он вошёл в редколлегию журнала La Liberte de penser и опубликовал свою первую статью, в которой доказывал, что католическое мировоззрение несовместимо с либерализмом. Июньские уличные бои повергли Ренана в уныние, и он вслух радовался, что университет сопротивляется чисткам, устроенным новым режимом. После успешного получения степени агреже Ренан рассчитывал на защиту докторской диссертации. В те времена для получения степени доктора следовало представить две диссертации: на французском и латинском языках. Благодаря поддержке Бюрнуфа Эрнест был оставлен при Коллеж де Франс для подготовки к профессорскому званию, научным руководителем стал Катрмер. Работу о греческом языке на Востоке было решено зачесть как французскую диссертацию, тогда как темой латинской работы была назначена «Аверроэс и аверроизм». Параллельно он писал свою первую теоретическую работу «Будущее науки», которая была опубликована много позже: отговаривал Эрнеста от печатания лично Огюстен Тьерри. Тон этой книги разительно отличался от послереволюционных либеральных ожиданий: Ренан пришёл к выводу, что либеральная идеология не годится для переустройства общества, а при состоянии широких народных масс народоправие «было бы хуже победы франков и вандалов», и нужен новый Наполеон. Кроме того, в марте — апреле 1849 года Ренан выпустил в La Liberte de penser две статьи под общим заглавием «Критическая история жизни Иисуса», в которых во всеуслышание отверг сверхъестественные элементы Евангелий и божественность Иисуса Христа. Вопрос об историческом Иисусе имеет значение только для историков, но это не отрицает значение проповедника из Назарета, которого человечество всегда будет почитать. В переписке с Генриеттой Эрнест выражал надежду, что его манифестация не помешает успехам в университете.

#### Командировка в Италию

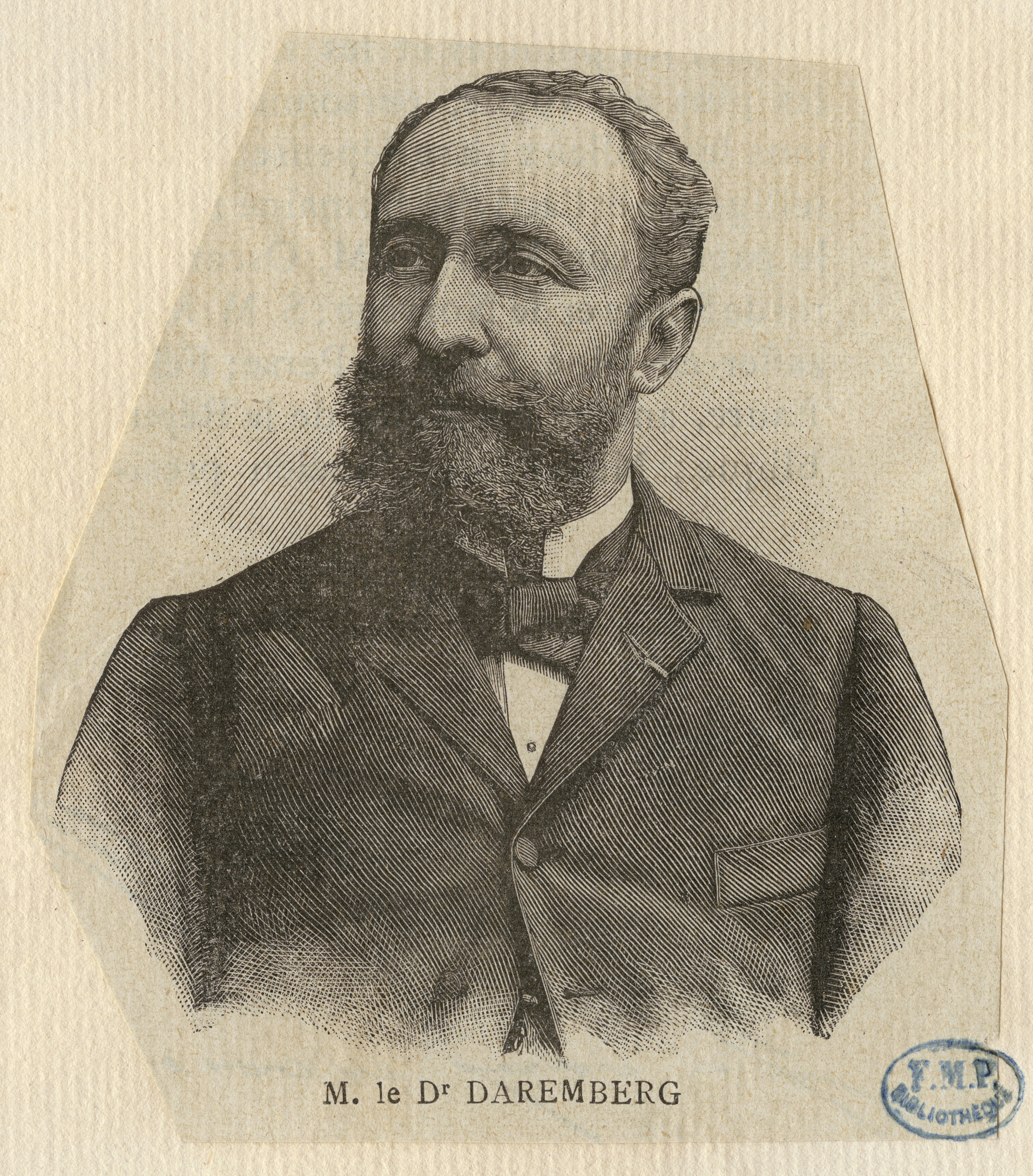
Шарль Дарембер

В апреле 1849 года Ренан уволился из пансиона Круазе и на три месяца устроился на замену в лицее Версаля. Вернувшись в Париж 12 июня, он снял квартиру на рю Анфер за 25 франков в месяц. Годичное жалованье агреже Академии надписей составляло тогда 6000 франков. Министерство просвещения планировало перевести Ренана в лицей Буржа (приказ вышел 17 сентября), но в это время возникла новая возможность. Врач Шарль Дарембер, библиотекарь Медицинской академии, занимавшийся с Ренаном арабским языком, запросил у своего начальства командировку для изучения медицинских рукописей в итальянских библиотеках. 25 августа Ренан подал прошение в Академию надписей об участии в командировке. В октябре 1849 года министр просвещения де Фаллу выделил средства для научной командировки Ренана в Италию. Ему предстояло описать рукописные отделы библиотек Рима, Флоренции, Неаполя и Монте-Кассино, ранее недоступные для французских учёных. Готовность Эрнеста к поездке оценивала комиссия Академии надписей, в состав которой входили Бюрнуф, Виктор Ле Клерк, Литтре, Кузен и Катрмер. Против командировки возражал только республиканец Литтре, который счёл взгляды Ренана «преступными». Академия предоставила командированному необходимые рекомендации, в том числе для философа Розмини, осуждённого церковью на покаяние в аббатство Монте-Кассино, множество адресов и явок предоставили неизменно лояльные Ренану Ле Ир и Дюпанлу. 16 октября 1849 года в восемь часов утра Эрнест выехал из Парижа в Тулон. По пути он даже успел осмотреть римские памятники Нима и Арля. Далее Ренан отбыл морем в Чивитавеккью, откуда сразу последовал в Рим. Пребывание Ренана, Дарембера и письмоводителя Буссемейкера в Вечном городе длилось от 28 октября до 26 декабря. Обитали они в отеле «Минерва» вместе с французскими офицерами, каждый день работая в библиотеках от десяти утра до трёх пополудни, после чего Эрнест был предоставлен сам себе. В переписке с сестрой и академиками он утверждал, что впервые столкнулся с «реальной жизнью» и даже оценил «прелести far niente, которых доселе не ведал». В посланиях Бертло он восторгался памятниками итальянского церковного искусства, а Генриетте сообщал, что в Риме христианство живо в среде «наивного простонародья». В этих же письмах проявились и эротические желания Эрнеста (воплощённые в мечтаниях о дантовой Беатриче), который, однако, считал свой вынужденный целибат в высшей степени продуктивным для науки.
В конце 1849 года Ренан перебрался в Неаполь, оставивший совершенно иные впечатления. Он утверждал, что неаполитанская народная вера — языческая в своей основе, и святых неаполитанцы воспринимали не как образцы человеческой добродетели, но как магов и чудотворцев. Неприятно его поразил культ защитников преступников, и он описывал церковное изображение, на котором святой вызволяет вора из рук полицейских. Однако, помимо посещения Пестума и восторга от панорамы Неаполитанского залива, поездка не принесла результатов. Француз не был допущен в частные книгохранилища, даже несмотря на то, что удалось добиться аудиенции у папы Пия IX в Портичи (в дар матери Ренана достались освящённые понтификом аметистовые чётки). 15 января 1850 года Ренан и Дарембер поднялись на вершину Везувия. Монте-Кассино Ренан счёл подходящим для будущего обитания правителей мира — «аристократов духа», каким воображал сам себя. Монахи оказались такими же, как и он сам, «сочетаниями аскетизма, идеализма и рационализма», а первая же книга, которую он увидел в библиотеке, была «Жизнь Иисуса» Штрауса; были там представлены и труды Гегеля, Ламенне и даже романы Жорж Санд. Монтекассинские экзегеты были осведомлены в достижениях тюбингенской школы, а младшие клирики испытывали тот же духовный кризис, что и сам Ренан. От французов они отличались значительной политизированностью, главным героем был Гарибальди. В переписке Эрнест сравнивал себя и Генриетту с Бенедиктом Нурсийским и его сестрой святой Схоластикой.
В феврале 1850 года Ренан прибыл во Флоренцию, где главным предметом его изучения стал Савонарола. Пребывание в Тоскане навело Эрнеста на пессимистические рассуждения о «ничтожности» провинциальной Франции, тогда как «одна только Флоренция [эпохи Савонаролы] произвела больше великих людей, чем вся Франция в том же веке». В апреле 1850 года, вернувшись в Рим, Ренан был свидетелем возвращения папы римского в столицу в буквальном смысле на штыках французских войск. Когда срок командировки истёк, Ренан поехал кружным путём в Венецию через Болонью, Равенну и Ассизи, а далее направился к французской границе через Падую, Турин и Милан. Ему удалось совершить это путешествие при минимальных расходах (Академия продлила командировку до 15 мая с доплатой 500 франков), ни разу не подвергнув жизнь опасности, и собрать ценный рукописный материал для будущей диссертации о средневековом аверроизме. Из полученного в Венеции письма Генриетты следовало, что у неё сильно ухудшилось здоровье, и летом 1850 года она собиралась вернуться в Париж. Брат и сестра встретились в Берлине 1 августа 1850 года.

### Эрнест Ренан в 1850-е годы. Женитьба

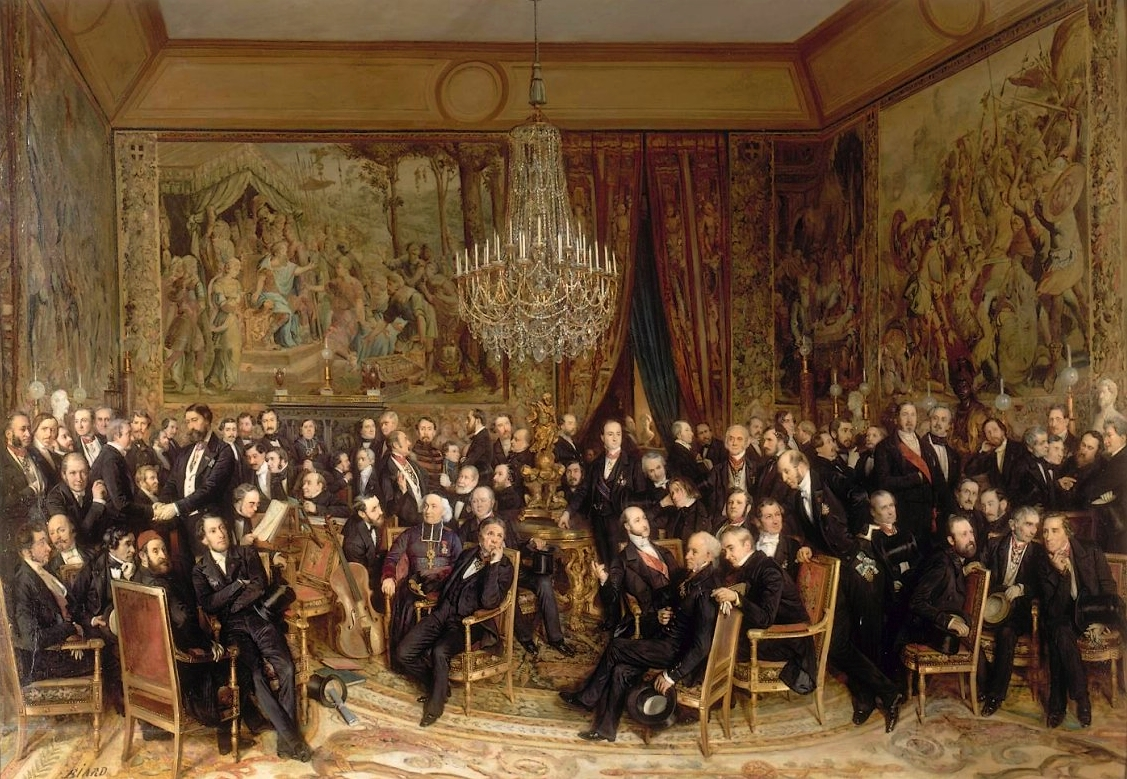
Франсуа Биар. Приём графа де Ньюверкерке в Лувре в 1855 году. Ренан изображён пятнадцатым в заднем ряду с левой стороны. На полотне также присутствует его шурин Ари Шеффер. Это наиболее ранний портрет Ренана

В Париже для экономии Генриетта и Эрнест Ренаны снимали общую квартиру на улице Валь-де-Грас и жили на сбережения Генриетты. В быту Эрнест был молчаливым, отчуждённым и неприступным, ведя практически тот же образ жизни, что и в пансионе Круазе. 26 марта 1851 года Эрнеста назначили внештатным сотрудником отдела рукописей Национальной библиотеки с жалованьем 800 франков в год. В сентябре 1851 года Ренану была организована командировка в Британский музей для работы с его рукописными фондами. 16 февраля 1852 года Эрнест окончательно был принят в штат с жалованьем 2400 франков в год. Дополнительным средством заработка и площадкой для интеллектуального самовыражения стал Revue des Deux Mondes, куда Ренана привёл Огюстен Тьерри. В декабре 1851 года в этом журнале последовала первая публикация Эрнеста: «Магомет и происхождение ислама». 11 августа 1852 года прошла успешная защита Ренана на соискание степени доктора литературы. Была представлена французская диссертация об аверроизме в схоластической и мусульманской философии (Averroës et l’Averroïsme) и латинская диссертация о сирийских переводах Аристотеля (De philosophia peripetetica apud Syros). Исследование об Аверроэсе в 1861 году вышло отдельным изданием, а пять лет спустя было подготовлено расширенное издание. С 1853 года Ренан стал публиковаться в Journal des débats, редактором которого был Устазаде Сильвестр де Саси — сын знаменитого востоковеда.

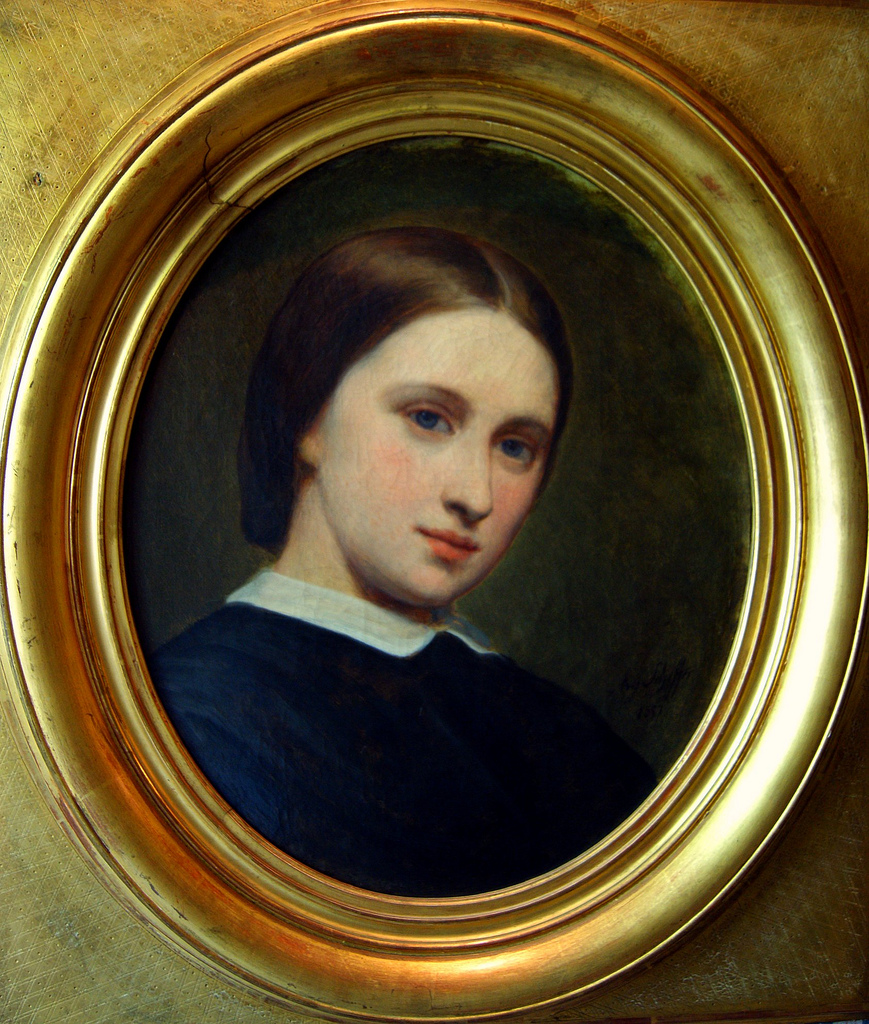
Корнелия-Генриетта Шеффер — супруга Ренана, на портрете Ари Шеффера

Ренан не собирался оставаться безбрачным и пытался найти себе жену. В переписке 1854 года он строил виды на дочь Бюрнуфа — Лауру, но безрезультатно. После кончины Тьерри на выборах в Академию надписей 1856 года Ренан получил его кресло. По разным данным, Тьерри или историк Анри Мартен ввели Эрнеста в семейство художников Шефферов. Светской жизни Ренан практически не знал, женский круг общения, кроме Генриетты, составляли матери студентов и профессорские жёны. Братья Шефферы — Ари и Анри — были протестантами и практически ничем, кроме искусства, не интересовались. Так учёный познакомился с племянницей владельцев мастерской — Корнелией, которая была на десять лет моложе Ренана (родилась 24 августа 1833 года), владела английским и немецким языками, была начитанной, разбиралась в музыке и литературе. Хотя она могла «составить более выгодную партию», но в июле 1856 года приняла предложение руки и сердца от Эрнеста, который оказался замечательным собеседником. Брачный контракт был составлен у мэтра Обри 10 сентября, на следующий день прошла гражданская церемония в ратуше II округа. По желанию Мадлен Ренан пришлось подавать прошение архиепископу Парижскому о венчании католика и протестантки. Поскольку Ари Шеффер писал портрет монсеньора Сибура, разрешение было дано очень быстро. Корнелия и Эрнест обвенчались в субботу 13 сентября (в половину одиннадцатого в сакристии Сен-Жермен-де-Пре и в полдень в Луврском Ораториуме) и провели медовый месяц на Луаре и в Сен-Мало. Ещё раньше Эрнесту пришлось взяться за ликвидацию дела и погашение долгов старшего брата Алена, на что ушёл почти год с разбирательством в суде Ренна. Брак Ренана чрезвычайно усложнил отношения с Генриеттой, от которой Эрнест и Корнелия зависели в финансовом отношении. Ренан даже пытался сосватать сестру за профессора-эллиниста Эмиля Эггера. Он признавал, что первый год семейной жизни был «несчастным». Сложная семейная коллизия ещё более усугубилась, когда мать Мадлен, уже не будучи в состоянии содержать себя, собралась в монастырь. Эрнест ей этого не позволил и в апреле 1857 года перевёз мать к себе в Париж. 28 октября 1857 года появился на свет первенец Эрнеста и Корнелии — Ари. Дочь Эрнестина, родившаяся 10 июля 1859 года, прожила всего семь месяцев. Появление племянника явно примирило Генриетту с братом и его женой, позволив 45-летней женщине несколько скомпенсировать собственное нереализованное материнство.
В 1857 и 1859 годах, частью с целью заработка, Ренан напечатал два сборника своих журнальных статей Études d’histoire religieuse и Essais de morale et de critique. Параллельно он занимался библейскими переводами, напечатав Книгу Иова (1858) и Песнь Песней (1860). Эти переводы были своего рода двойным экспериментом: попыткой представить широкой публике книги Библии как литературный и притом высокопоэтический текст и философским ответом Фейербаху, который отрицал в христианстве поэзию. Равным образом для Ренана был неприемлем «вольтеровский скептицизм», проявлявшийся в насмешках над священными текстами. Клирики, как католические, так и протестантские, не оценили замысла Ренана, и переводы угодили в Индекс запрещённых книг.

### Путешествия и скандалы 1860-х годов

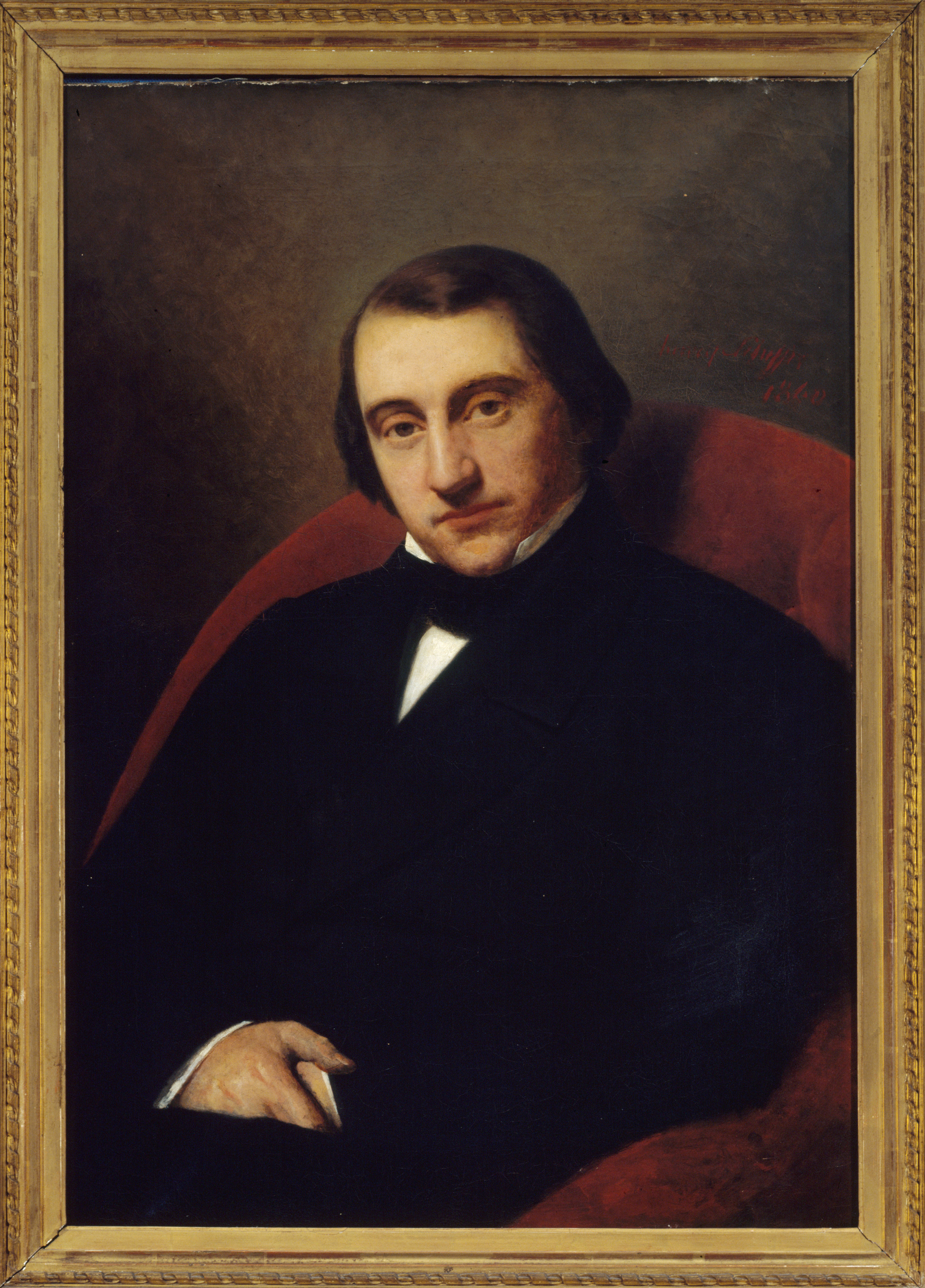
Анри Шеффер. Портрет Эрнеста Ренана в 1860 году

#### Ливан и Палестина
Впервые необходимость археологической экспедиции в Ливан Ренан озвучил на своих докладах в Академии надписей 9 октября и 11 декабря 1857 года. В «Учёных записках» Академии за 1858 год доклады увидели свет под общим названием Mémoire sur l’origine et le caractère véritable de l’histoire phénicienne qui porte le nom de Sanchoniathon. На обоих докладах Эрнеста присутствовала подруга детства императора Наполеона III Гортензия Корню, и он стал известен при дворе. В Revue des Deux Mondes от 15 января 1860 года Ренаном был опубликован амбициозный проект археологического обследования древней Финикии. Императорским указом 11 октября 1860 года Ренан был назначен начальником «Финикийской миссии» в составе археологической экспедиции в Библ с ассигнованием 5000 франков. Зона руин была в тот период оккупирована французскими войсками — формально для защиты местного христианского населения. Гарнизон служил гарантией безопасности археологам и мог поставлять рабочую силу для раскопок. Предполагалось исследовать четыре перспективные точки — две к северу от Бейрута, две к югу, включая Сур и Сайду. В состав экспедиции была включена и Генриетта Ренан — в должности счетовода и личного секретаря начальника. Из-за содействия «еретику» Ренану его сестре даже было отказано в причащении. В экспедицию в конце концов включили и Корнелию, которой пришлось оставить их с Эрнестом двухлетнего сына Ари в Париже. В Бейрут отплыли в октябре 1860 года и обосновались 26 ноября на стационарной базе в деревне Амшит. Место для базы было рекомендовано маронитским патриархом Мар Бутросом Массаадом, ею стал дом богатого маронитского семейства, главой которого тогда был Захия Шальхуб. Амшит, по оценке Генриетты, располагался в 40 км к северу от Бейрута, и оттуда было удобно ездить на раскопки.
Собственно археологические раскопки продлились не более двух месяцев и не принесли почти никаких результатов. Местные жители давно занимались «чёрными раскопками» и к появлению французов отнеслись с большим энтузиазмом, так как последние казались подходящим каналом сбыта найденных древностей. Ренан владел арабским языком и уважительно относился к местным жителям, а Генриетта отлично ладила с детьми; местные жители принимали её за монахиню. Ренаны из уважения к хозяевам каждое воскресенье ходили к мессе, которую служил приходской священник Ибрагим Эль Каллаб. При этом Генриетта и Корнелия явно «делили» Ренана, например, за право повязать ему галстук или вычистить запылённую одежду. На это обращали внимание все участники команды, включая художника и фотографа Эдуарда Локруа. Сам Ренан в февральском послании 1861 года сожалел о том, что период, в который он «безраздельно властвовал и слово его было законом», оказался столь краток. В марте 1861 года Ренан побывал в Тире. В апреле Эрнест и Генриетта отправились на Святую землю, дабы «оживить в своих глазах евангельскую историю». 34-дневное путешествие завершилось в Иерусалиме, где уже началась жара. Далее Корнелию пришлось поспешно отправлять во Францию (1 июня), ибо без неё заболел маленький Ари, а сама она была беременна. Эрнест с Генриеттой продолжили путешествие. Ренан окончательно принял решение написать собственную версию жизнеописания Иисуса Христа. В июле брат и сестра вновь обосновались в Амшите, где в доме Захии Шальхуба Эрнест диктовал, а Генриетта стенографировала и перебеливала рукопись. К сентябрю изложение было доведено до Тайной вечери, после чего оба заболели малярией. Семейство Захия привезло из Бейрута врачей-европейцев и вовремя начало лечение хинином, однако Генриетта скончалась во время приступа 24 сентября и была похоронена в склепе хозяев. В этот момент Эрнест Ренан был без сознания, а в его бреду смешивались образы Христа и Адониса. Врачи настаивали на его перевозке в Бейрут, что, вместе со врачебными услугами, обошлось хозяевам в 1000 пиастров. Лишь 10 октября 1861 года Ренан отбыл в Париж, проведя в поездке около года.

#### Коллеж де Франс и «Жизнь Иисуса»

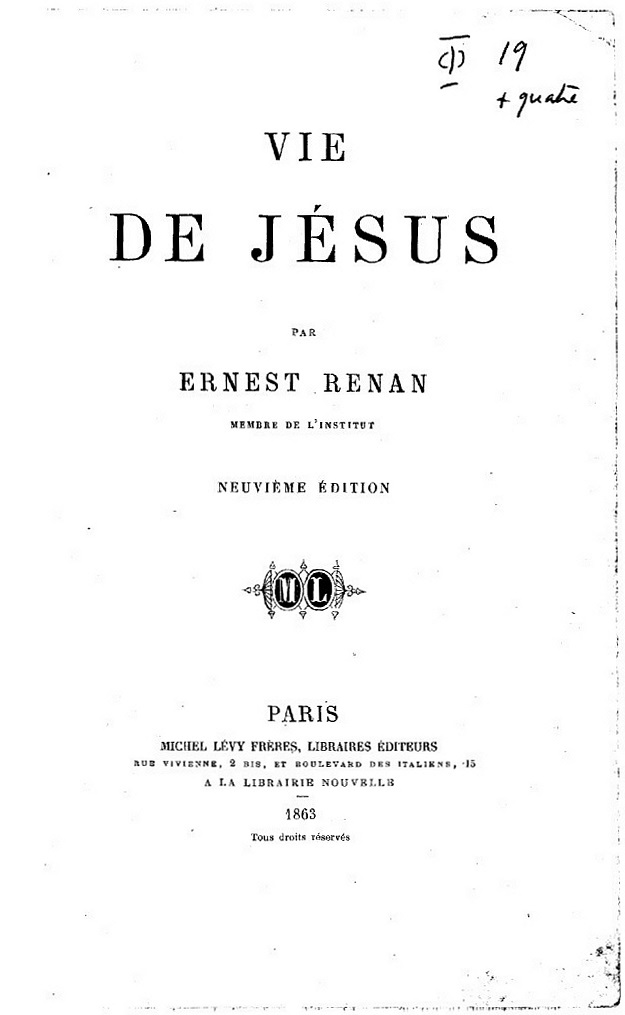
Титульный лист девятого издания «Жизни Иисуса» 1863 года

За время отсутствия Ренана его кандидатура рассматривалась для замещения кафедры гебраистики в Коллеж де Франс. Постоянная высокооплачиваемая работа была жизненно необходима семейному Ренану, и он рассчитывал, что публикация «Жизни Иисуса» увеличит шансы на избрание. 29 декабря 1861 года император возвёл Эрнеста в достоинство кавалера Ордена Почётного легиона. Выборы прошли 13 декабря 1861 года (17 голосов «За» и два «Против»), и результаты были утверждены Высочайшим указом от 11 января 1862 года. Инаугурационную лекцию Ренан прочитал 21 февраля 1862 года в присутствии императрицы Евгении и клириков — как католических, так и протестантских. Не желая провоцировать скандал, Эрнест Ренан избрал тему De la part des peuples sémitiques dans l’histoire de la civilisation. Крайне бурной оказалась лекция 22 февраля, для которой Клод Бернар предоставил большую аудиторию анатомического театра, куда набилось почти 3000 человек. 27 февраля лекции были прерваны на том основании, что профессор «распространял учения, вредные для христианской веры». Занятия со студентами пришлось проводить на дому, но должности и жалованья Ренана тогда не лишили. В том же году Сент-Бёв ввёл его в салон принцессы Матильды, завсегдатаями которого были Флобер, Тэн, Мериме и братья Гонкуры. Он регулярно общался со всеми участниками салона, но его невзлюбил Эдмон де Гонкур, посвятив учёному в дневнике немало издевательских страниц.
1 марта 1862 года у Эрнеста и Корнелии родилась младшая дочь, названная Ноэми.
К лету 1863 года Ренан почти завершил «Жизнь Иисуса». 24 июня 1863 года издательство «Мишель Леви и братья» выпустило десятитысячный тираж; это был монографический вариант ин-октаво в 462 страницы с методологическим введением и научным аппаратом. Высокая стоимость издания (7 франков 50 сантимов: примерно 39 евро в ценах 2017 года) не помешала повторить его двенадцать раз. Семь тиражей потребовалось допечатать к августу того же 1863 года. К июню 1867 года, когда было подготовлено популярное издание, так называемое «тринадцатое» (262 страницы французского текста по цене 1 франк 25 сантимов), книга разошлась тиражом 72 000 экземпляров. Популярное издание разошлось к Рождеству 1867 года 96-тысячным тиражом, а в 1870 году вышло иллюстрированное издание с шестьюдесятью гравюрами Годфруа Дюрана. Неожиданно для себя Ренан оказался скандальным и модным писателем, чьи гонорары сделали его самым высокооплачиваемым литератором своего времени. По подсчётам Жана Бальку, всего за год братья Леви заработали на книге Ренана 300 000 франков (примерно 1,3 млн евро), а сам Ренан подсчитал, что до конца жизни получил от «Жизни Иисуса» прибыль в 151 250 франков, что эквивалентно примерно 762 245 евро. Биограф Жан Бальку так характеризовал причины небывалого успеха книги:

«Жизнь Иисуса» читается как роман, но это не роман. Это означает лишь, что читатель очарован самой рассказываемой историей, которую он, как ни парадоксально, уже знает целиком или в существенных частях, но также не имеет об этих частях представления. <…> Его [Ренана] книга претендовала на то, чтобы стать «подлинной историей», написанной признанным учёным. Редкий специалист по источникам и языкам, автор побывал в местах, где разворачивалось действие этой истории; являясь бывшим семинаристом, он явно «лучше всех знал, что говорит».

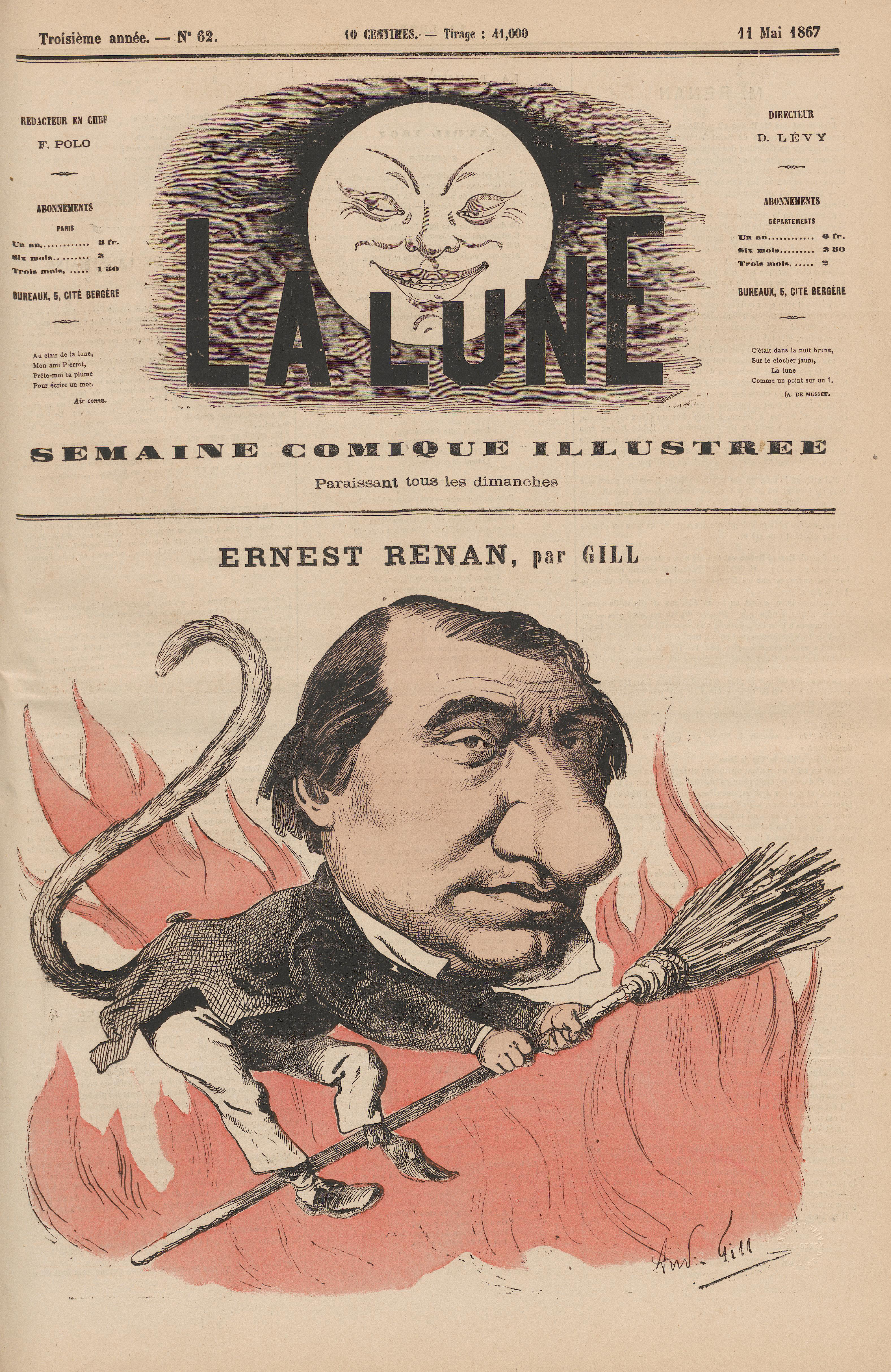
Карикатура на Ренана, созданная Андре Жиллем (1867)

Книга спровоцировала и небывалый критический накал в обществе. Библиотекарь Дижона насчитал за 18 месяцев после выхода «Жизни Иисуса» в 1863—1864 годах 214 заглавий критических статей и брошюр в поддержку или опровержение Ренана. Профессор Ройсс в Страсбурге насчитал в общей сложности 300 имён критиков, список которых был заведомо неполон. Епископы Франции выступили единым фронтом с позиции учёных богословов, чьи тезисы звучали с амвонов во время проповедей. Епископ Бове назвал Ренана «искусным нечестивцем», а епископ Эйра объявил, что в Ренане всё фальшиво: «это подобие историка, подобие филолога, подобие учёного, подобие философа, подобие экзегета». Епископ Лионский откровенно заявил, что «эта так называемая биография всего лишь роман, и плохой роман». Больше всего его возмущало, что в изображении Ренана «Иисус Христос не только не Сын Божий, но и вообще не человек». Во всех храмах Марсельской епархии каждую пятницу устраивали траурный трёхминутный звон и читали искупительную молитву. Папа Римский Пий IX издал 8 декабря 1864 года энциклику Quanta cura, в которой Ренан был назван «чудовищным заблужденцем». Напротив, многие протестантские теологи выступили на стороне Эрнеста, хотя даже либералов смущала трактовка воскрешения Лазаря. Со стороны французских евреев было единственное выступление раввина Исаака Леви, который назвал книгу «добросовестным исследованием, побуждающим к дискуссии». Одобрительные послания Ренану прислали Мари д’Агу и Жорж Санд, тогда как Теофиль Готье и Сент-Бёв обратили внимание на запутанность авторской концепции, в которой «Иисус всё-таки Бог, не будучи Богом». За пределами Франции наиболее бурные споры велись в Италии, где в ежедневной газете L’Armonia della Relligione Colla Civita передовые от 11, 12, 13, 14 августа 1863 года были озаглавлены «Антихрист Ренан и его Зверь», причём Эрнест был поставлен в один ряд с Симоном Волхвом, Нероном, Юлианом Отступником, Лютером и Кальвином. «Жизнь Иисуса» была названа романом, «пестрящим ошибками и противоречиями, полным презрением к традиции и атеистическим пантеизмом». На стороне Ренана выступил Александр Дюма, находившийся тогда в Италии (его статьи, написанные по-французски, оперативно переводили на итальянский язык).
Судя по переписке и публичной реакции в прессе, Ренан нисколько не сожалел о шумихе, напротив, считал, что открыл полемику, «которая будет длиться всю мою жизнь». Однако его беспокоила профессорская вакансия. 3 сентября 1863 года Эрнесту предложили должность помощника куратора Отдела рукописей Национальной библиотеки с жалованьем 7000 франков в год, от которой он отказался, ибо не желал расставаться с преподавательской работой. Наконец, приказом министра просвещения от 1 июня 1864 года Ренану было запрещено преподавать, его курсы по кафедре передавались другому лицу, при этом его не увольняли из Коллеж де Франс и продолжали выплату жалованья. Поскольку гонорары за скандальную книгу намного превосходили любое жалованье, и намечалось написание двух следующих томов «Истории происхождения христианства», Ренан пошёл на публичный скандал, опубликовав свой ответ министру в прессе: «Я не увольнялся, следовательно, я не уволен».

#### Второе путешествие на Восток
8 ноября 1864 года чета Ренанов отбыла в частное путешествие. Эрнест рассчитывал посмотреть на ход работ в Финикии, которые продолжил Гайярдо, а также попытаться вернуть во Францию останки Генриетты. 14 ноября, обогнув Сицилию, супруги прибыли в Александрию. Далее с 17 по 21 ноября Ренан как турист взбирался на пирамиды, но здесь известия о прибытии скандально известного учёного достигли хедива Саида-паши. Ренан тут же получил персональный пароход и гида — Огюста Мариетта. Несмотря на то, что Корнелия жаловалась на усталость и рушились все планы, Ренан решился воспользоваться гостеприимством хедива, ибо понимал, что другого шанса обозреть все памятники Древнего Египта в его жизни не представится. С 27 ноября по 6 декабря он посетил Луксор, Карнак, Дейр-эль-Бахри и Бени-Суэйф. Далее Ренан с супругой поднялись по Нилу до Асуана и Элефантины и с 11 по 18 декабря вновь обследовали Луксор и Бени-Хасан. В Каире спутником Ренана сделался Лессепс, который непременно хотел показать свои работы по прокладке Суэцкого канала. Бейрута чета Ренанов вместе с Гайярдо достигла лишь 30 декабря 1864 года. В начале 1865 года Ренан вновь посетил Амшит и не решился просить у маронитских друзей отдать останки Генриетты, захоронением которой они явно дорожили. 13 января Эрнест и Корнелия на дилижансе выехали в Дамаск, до которого было 112 км. Далее предстояло вернуться к побережью и двигаться на Александретту и Антиохию, причём всю дорогу пришлось проделать вдоль побережья верхом при почти постоянных грозах и ливнях. Несмотря на штормы, 3 февраля отплыли в Измир, добравшись до гавани седьмого числа.
Далее Ренаны совершили две поездки в Афины. Первая длилась 44 дня (с понедельника 13 февраля 1865 года по вторник 28 марта), вторая — две недели без одного дня (8—25 мая) проездом из Пелопоннеса. Архиепископ Макариос требовал со страниц франкоязычной газеты La Grece изгнания «гадюки» Ренана, который «прибыл, чтобы вербовать неофитов для своего лжеучения». Впрочем, большая часть греческих газет чествовала «великого учёного». Уже через три дня последовала аудиенция у короля Георгиоса. Эрнеста опекал посол Франции граф Гобино, который был другом детства Корнелии. Он приглашал к себе чету Ренанов восемь раз. Эрнест двенадцать раз поднимался на Акрополь и завершил статью о Египте и Мариетте, в которой обосновывал безоговорочное превосходство античной греческой цивилизации над египетской. Далее состоялась поездка в Малую Азию с трёхкратной остановкой в Измире: 30 марта — 5 апреля, 23—27 апреля и 1—6 мая 1865 года, хотя сам город восторга не вызывал. В местный банк Дарасса издатель Леви прислал очередные 2500 франков от переизданий «Жизни Иисуса». С 28 по 31 апреля Эрнест ходил на лодке на Патмос, на который так и не удалось высадиться из-за 52-часового шторма, во время которого сын моряка Ренан держался весьма достойно. Совершив 17-дневное путешествие до древних Сард, Ренан 7 июня отплыл по морю в Стамбул. Пребывание в османской столице (9—20 июня) было омрачено проливными дождями и бурями, тем не менее Эрнесту очень понравился Собор Св. Софии. Впрочем, всё остальное он называл «дурновкусием». Несмотря на это, Ренан загорелся идеей основать французскую школу в Галате, добился финансирования от министра Дюруи, и школа действительно открылась 1 сентября 1868 года. Сначала Эрнест и Корнелия хотели вернуться по Дунаю, но в конце концов отплыли в Марсель через Пирей. Далее Ренан снял дом в Севре и погрузился в научную деятельность.

#### Возвращение в Коллеж де Франс

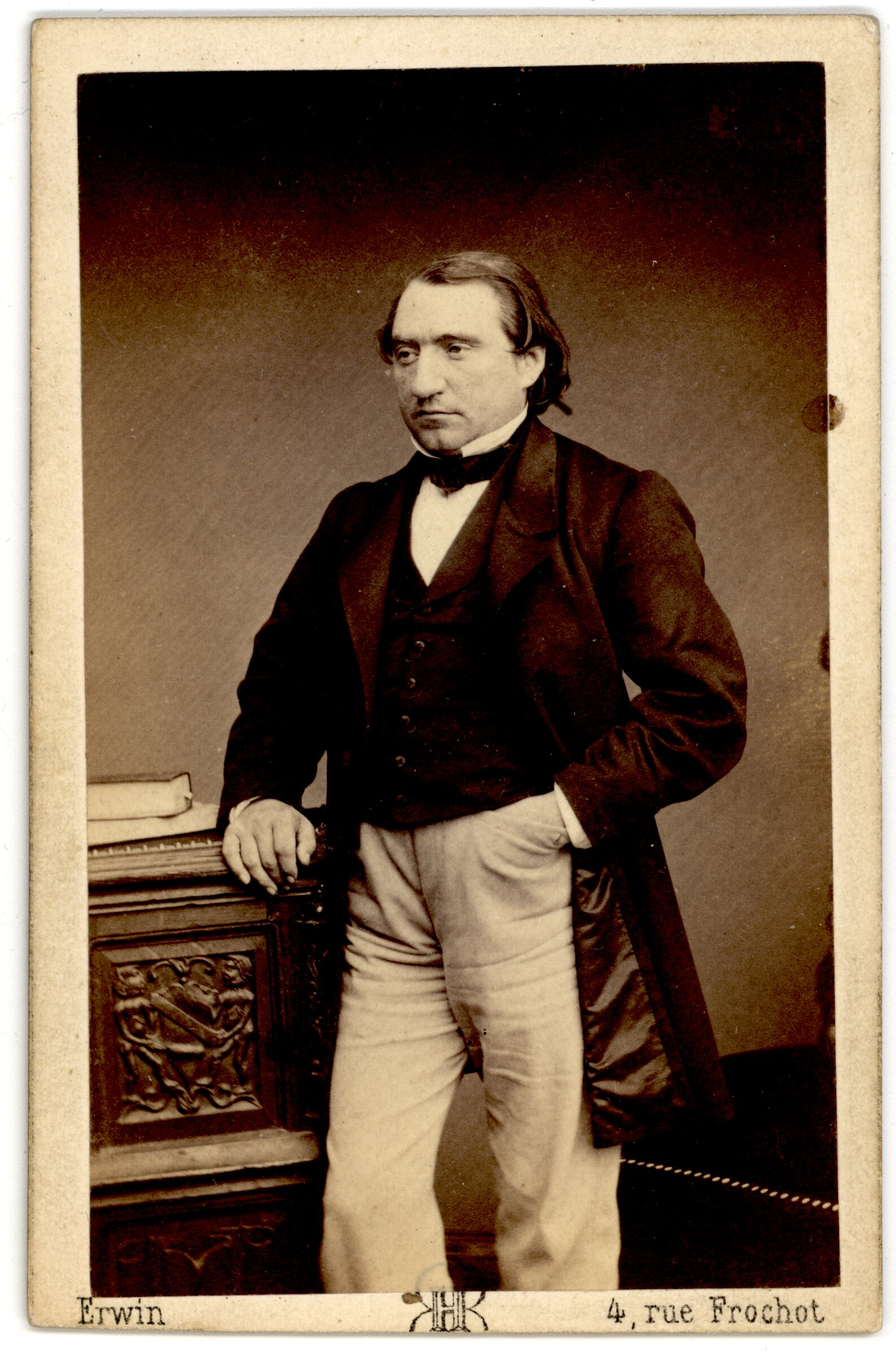
Эрнест Ренан в 1869 году

Во второй половине 1860-х годов основным источником доходов Ренана, кроме гонораров от изданий «Жизни Иисуса», были научные публикации. Он в исключительно редких случаях покидал парижскую квартиру (в доме № 29 по рю Вано) или дачу в Севре. За пять лет он выпустил три статьи в Revue des Deux Mondes, 19 публикаций (в основном докладов) в «Записках Академии надписей», 15 — в Débats, четыре — в Journal asiatique — и по одной статье в Revue numismatique и Mémoires de la société linguistique, не считая двух томов «Истории происхождения христианства» — «Апостолов» и «Святого Павла». В 1867 году Эрнест Ренан был избран секретарём Азиатского общества и в том же году совместно с Гайярдо запустил комплексный эпиграфический проект Corpus Inscriptionum Semiticarum. Быт Ренана описан в дневнике Гонкуров по следам визита 25 мая 1868 года. Квартира описана как «маленькая и буржуазная», её украшали картины Ари Шеффера. Библиотека хозяина была очень невелика, хотя в ней встречались самые неожиданные издания, включая словарь японского языка. Однако жизнь учёного была далека от безмятежности: его сыну Ари в трёхлетнем возрасте был поставлен диагноз «костный туберкулёз». Основное попечение за ребёнком осуществляли его бабушка Мадлен и безотказный друг Ренанов Бертло; в сезон 1865—1866 годов болезнь отступила, Ари Ренан был активен, а бабушка всячески поощряла в нём художественные наклонности. Летом 1868 года Корнелия повезла сына на шестинедельное лечение в Бад-Кройцнах, где врачи настаивали на заключении его в гипсовый корсет. Многие подробности известны из переписки Ари и Эрнеста. Сам Ренан оставался с матерью, умиравшей от рака груди в больших мучениях. Она скончалась у него на руках в десять часов вечера 15 июня 1868 года. Похоронили её в склепе Шефферов на кладбище Монмартр уже на следующий день, без огласки в прессе. После возвращения Корнелии и Ари супруги Ренан 14 сентября отправились на малую родину в Трегье и Ланьон, проведя в поездке тринадцать дней. Подробности Эрнест описывал в посланиях сыну, здоровьем которого не хотел рисковать.
Несколько ранее, 10 марта 1868 года, Ренан выпустил в свет сборник статей Questions contemporaines, в котором он откровенно высказался как о французском клерикализме, так и о собственной идее конституционной монархии, и выдвинул проект реформирования Коллеж де Франс, не оставив надежды вернуться к преподаванию. В марте 1869 года Ренану было предложено баллотироваться в парламент от избирательного округа Сены и Марны. К тому времени Эрнест был десять лет связан с основателем «Третьей партии» Эмилем Оливье. В рамках предвыборной кампании Ренан 21 апреля выступил перед Обществом профессионального образования женщин с лекцией «Роль семьи и государства в образовании». Жан Бальку сравнивал поведение Ренана в этот период с «продвижением своего имени как бренда», причём Эрнест не стеснялся требовать платы за вход на свои выступления и активно распространял свои произведения, о чём свидетельствуют заказы Мишелю Леви на новые тиражи. В газете La Liberté в течение мая он активно пропагандировал реформу военных налогов, контроля парламента над финансами и деятельностью правительства. Ренан не ограничивался кампанией в прессе, непосредственно встречался с избирателями и во время многочисленных встреч пропагандировал четыре главных тезиса: «Нет — революции, нет — войне, да — прогрессу, да — свободе». Разъясняя последний тезис, Ренан заявлял, что будет добиваться отделения церкви от государства. В первом туре голосования 24 мая Эрнест оказался третьим (получив 6010 голосов против 8650 и 6621 у опережавших его противников) и категорически заявил, что не станет сниматься с предвыборной гонки. Второй тур должен был состояться 6 июня. Однако и в этот раз Ренан занял третье место с 6886 голосами (победитель, радикал Жувансель, получил 10 450 голосов избирателей).
В августе — сентябре 1869 года Корнелия лечила Ари и Ноэми на горячих водах Ипоры, а Ренан отходил от поражения на даче в Севре. Итогом стала статья в Revue des Deux Mondes, вышедшая 1 ноября, получившая название «Конституционная монархия во Франции». В этой статье он утверждал, что Франция непрестанно «зудит революцией», и противопоставлял «парижским энтузиастам» французскую глубинку, население которой стремится «контролировать власть, а не уничтожить её», обеспечивая тем самым легитимность монархическому строю. Министром народного просвещения в правительстве Оливье был Алексис Сегри, которому 29 января 1870 года Ренан написал официальное письмо, приложив к нему документы о своём неудачном назначении профессором в 1862—1864 годах (премьер-министру была направлена копия). Кафедра гебраистики Коллеж де Франс к тому времени была вакантна уже три года. 5 марта Ренан официально объявил, что будет баллотироваться на заведование кафедрой и что новой инаугурационной лекции не будет. 16 марта он был избран 30-ю голосами из 34, однако министерство тянуло с утверждением. Император распорядился провести по этому вопросу плебисцит, назначенный на 8 мая. После провала на выборах Ренан принял приглашение принца Наполеона совершить путешествие на Шпицберген на его яхте. Круиз начался из Шербура, за 16 следующих дней путешественники побывали в Питерхеде, Инвернессе, Бергене, Тронхейме и Тромсё. После начала войны принц Жером Наполеон в сопровождении Ренана срочно выехал из Тромсё в Лондон через Абердин и Эдинбург. 21 июля состоялся переезд из Дувра в Кале. Несколько разобравшись в ситуации, 15 сентября 1870 года в Revue des Deux Mondes вышла статья Ренана La Guerre entre l’Allemagne et la France, в которой он сделал несколько выпадов в адрес Штрауса.
После установления Третьей республики Ренан отказался покидать Париж («эмигрировать» в его терминологии). Новое правительство назначило его заведующим кафедрой Коллеж де Франс; судя по имеющимся документам, это не вызвало протестов ни у общественности, ни у профессуры. С 12 декабря Ренан возобновил чтение лекций, параллельно занимаясь спасением библиотечных хранилищ в условиях прусских обстрелов города.

### Последние десятилетия (1871—1892)

#### Творческая активность семидесятых годов

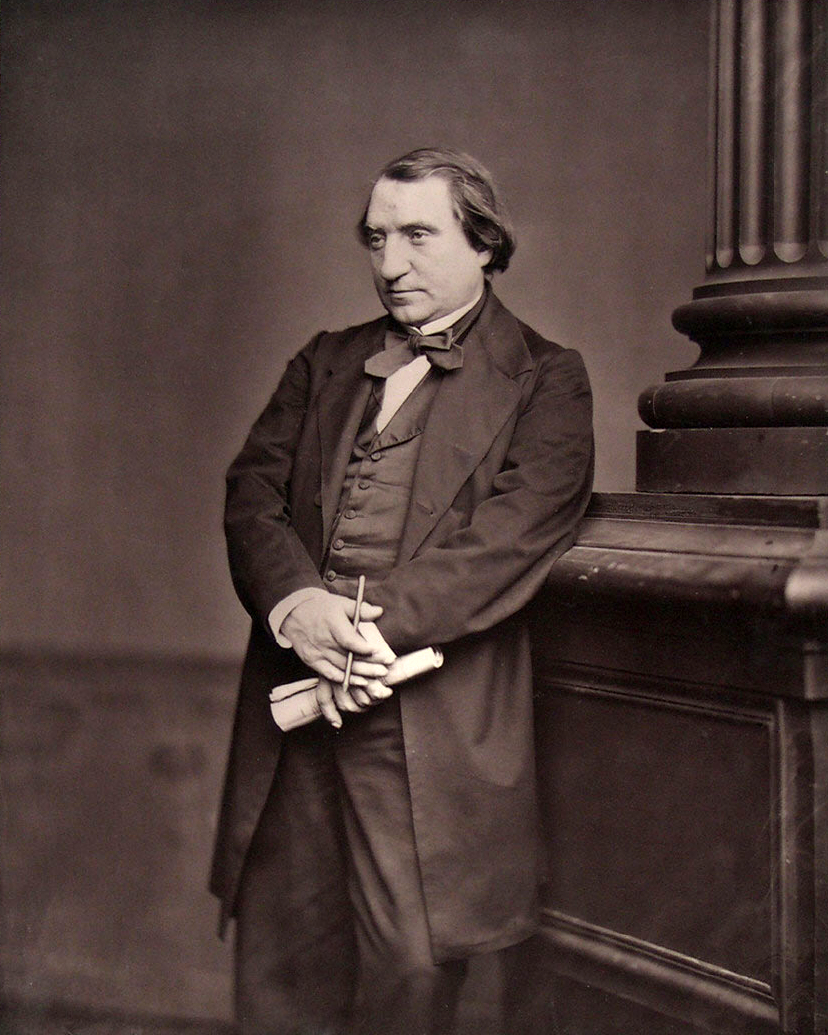
Фотопортрет Ренана, выполненный Антуаном Адамом-Саломоном в середине 1870-х годов

Сразу после начала войны Эрнест и Корнелия отослали детей к тётке в Доль, но 22 февраля 1871 года (после капитуляции Парижа) вся семья воссоединилась в квартире на рю Вано. К концу апреля ситуация становилась всё более опасной, дом в Севре был занят беженцами от пруссаков, вдобавок шальные ядра иногда попадали в сад. 29 апреля семья Ренанов выехала в Версаль, где и оставалась до 28 мая, не столкнувшись с событиями Парижской коммуны. За три дня до этого Ренан посетил Париж по приказу министра просвещения Симона, чтобы «оценить потери научных и литературных учреждений». Полученные от последствий войны впечатления побудили Ренана к написанию «Антихриста» — следующей части «Истории возникновения христианства». По его собственному признанию, книга была в течение 1871 года написана на три четверти, но он опасался форсировать работу, ибо неизбежно был бы обвинён «в злободневности». В декабрьской переписке с принцем Наполеоном Ренан выражал своё неприятие правых и осуждал их фанатизм. Кроме того, в Париже от 15 декабря 1870 по 31 января 1871 года пребывал бразильский император Педру II, который являлся поклонником Ренана и несколько раз приглашал его на свои суаре в частном отеле на улице Обер. В 1872 году указом императора он был возведён в достоинство кавалера Ордена Розы.
Для смены обстановки Эрнест и Корнелия с 22 сентября по 2 декабря 1872 года отправились в Италию, практически по тому же маршруту, что и молодой стипендиат Ренан за двадцать три года до того. Пребывание в Риме вызвало невероятный ажиотаж в прессе, и на 17 октября была назначена большая конференция-дебаты, связанная, в том числе, с политическим будущим Королевства Италия. Эрнест Ренан полагал, что если папа римский не умерит гордыню и не наладит отношения с Савойским домом, то главу католического мира ждёт изгнание.
В мае 1876 года семейство Ренанов переехало на улицу Сен-Гийом, в дом № 16. Сын Ари получил степень бакалавра и проявлял обычные в семействе Шефферов способности к живописи, хотя здоровье его оставалось неустойчивым. Первые серьёзные приступы «подагрического ревматизма» стали происходить и у самого Эрнеста, периодически лишая его подвижности. Со временем приступы стали происходить регулярно, через равные промежутки времени. Это не мешало активной деятельности: Ренаны трижды ездили в Италию (в 1874, 1875 и 1877 годах). Июль — август 1875 года Ренан провёл в Палермо и на Искье, где местные воды, грязи и климат несколько улучшили ситуацию с подагрой. Грязелечебницы Искьи Эрнест посещал ещё два раза, и они давали эффект примерно в течение года. Вакации во Франции семейство Ренанов проводило в Фонтенбло и регулярно навещало малую родину главы семьи в Бретани. В середине 1870-х годов Ренан активно общался с Флобером, убеждал его завершить «Мадам Бовари» и дискутировал об «Искушении святого Антония», а также выступал в прессе как апологет искусства ради искусства.
В марте 1876 года Ренан был включён в комитет празднования 200-летия Спинозы, в честь которого в Гааге было решено провести международный конгресс. Ренан должен был произнести инаугурационный доклад на открытии и официальную речь на праздничном банкете. Конгресс открылся 21 февраля 1877 года. Академическая деятельность шла своим чередом: Ренан возглавил издательскую комиссию Corpus inscriptionum semiticarum (в которую вошли его последователи Берже и Клермон-Ганно), и с 1878 года шла подготовка первого тома, самой трудоёмкой частью которого были таблицы с литографированными надписями. Признание в Италии выразилось в избрание иностранным членом Академии деи Линчеи. 13 июня 1878 года состоялись выборы во Французскую академию, на которых Ренан прошёл девятнадцатью голосами против пятнадцати. В сентябре 1878 года Эрнест Ренан читал большой доклад на Всемирном конгрессе востоковедов во Флоренции, в котором подытожил религиоведческие исследования последних тридцати лет. Во время лечения на Искье он обратился к художественной литературе, создав две новеллы и четыре философские пьесы, две из которых были ренановскими вариациями на темы шекспировской «Бури».

#### Администратор Коллеж де Франс

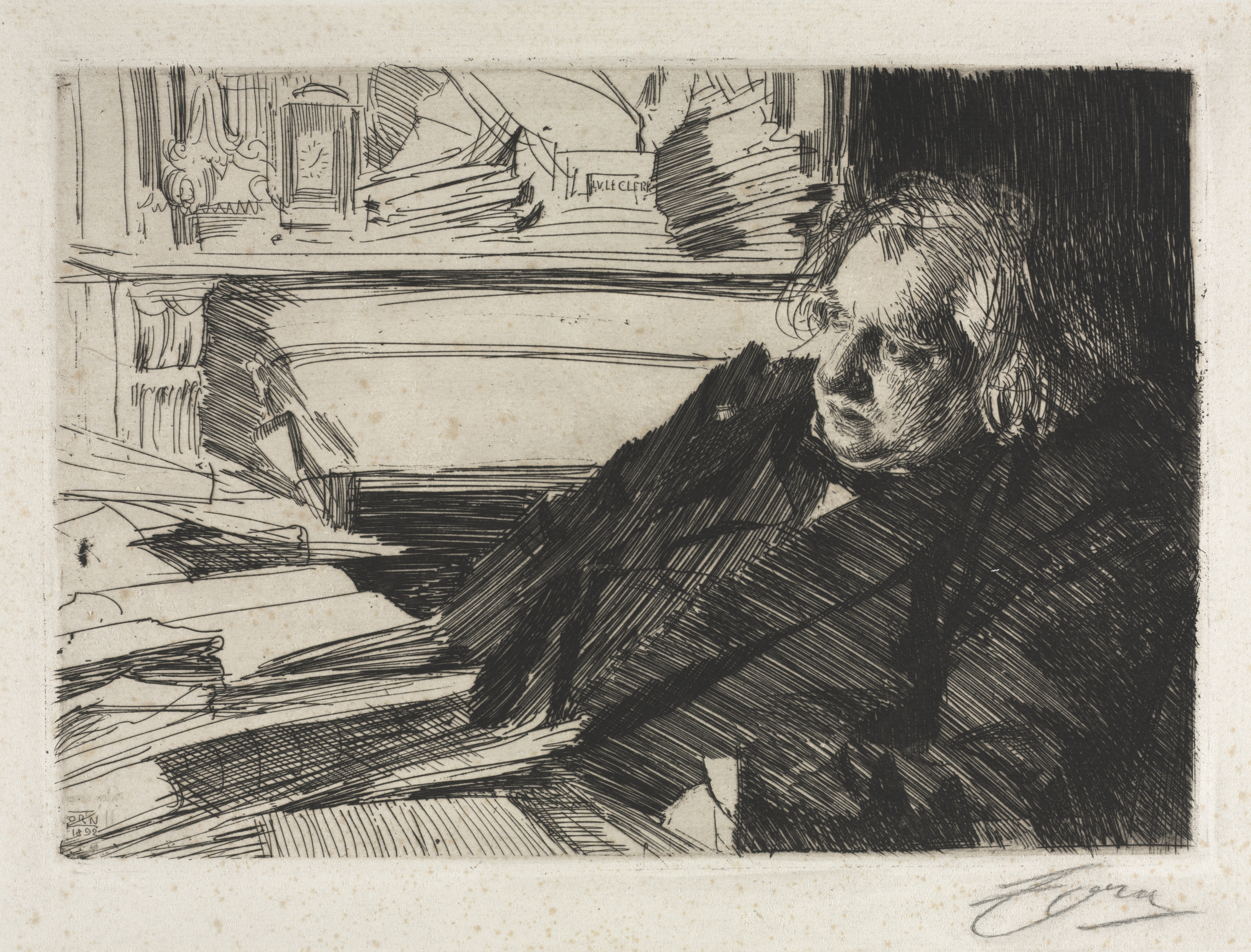
Андерс Цорн. Карандашный этюд с портретом Ренана в преклонные годы

В начале 1880-х годов улучшилось самочувствие Ренана: он похудел на двадцать килограммов и меньше страдал от подагры. Активность его не уменьшилась: летом 1879, 1880 и 1881 годов он побывал в Италии, весной 1880 года совершил деловую поездку в Англию (заодно побывав на представлении «Венецианского купца») и два лета в 1881 и 1882 годах посещал Савойю. Из-за поездок он не успел на похороны Флобера, но подписался на установку ему памятника, о чём сообщал в неопубликованном письме Мопассану. Планировал учёный ещё раз побывать в Египте и Сирии с Ливаном, с непременным посещением Синая и Иерусалима, впечатления от которых были необходимы для разрабатываемых ветхозаветных штудий. В декабре 1881 года вышел из типографии первый том Corpus inscriptionum semiticarum на латинском языке и (в январе 1882 года) комментированный французский перевод Екклесиаста. В декабре того же 1881 года Ренан был рецензентом проекта Французской школы египтологии в Каире, предложенного Масперо, который решительно отверг, так как не учитывалась возможность обучения востоковедов непосредственно в крупном исламском городе; школу сам Масперо мыслил как очередное научное общество. В течение 1882 года Ренан завершил свою историю возникновения христианства томом «Марк Аврелий и конец античного мира», основные тезисы которого были изложены во время лондонской поездки. Множество событий произошло в 1883 году. Семейство переехало в дом № 4 на улице Турнон, в котором была удобная студия для живописных занятий сына Ари и помещение для кабинета и библиотеки Эрнеста. 20 ноября 1883 года Ренан выдал дочь Ноэми замуж за греческого филолога Янниса Психариса.

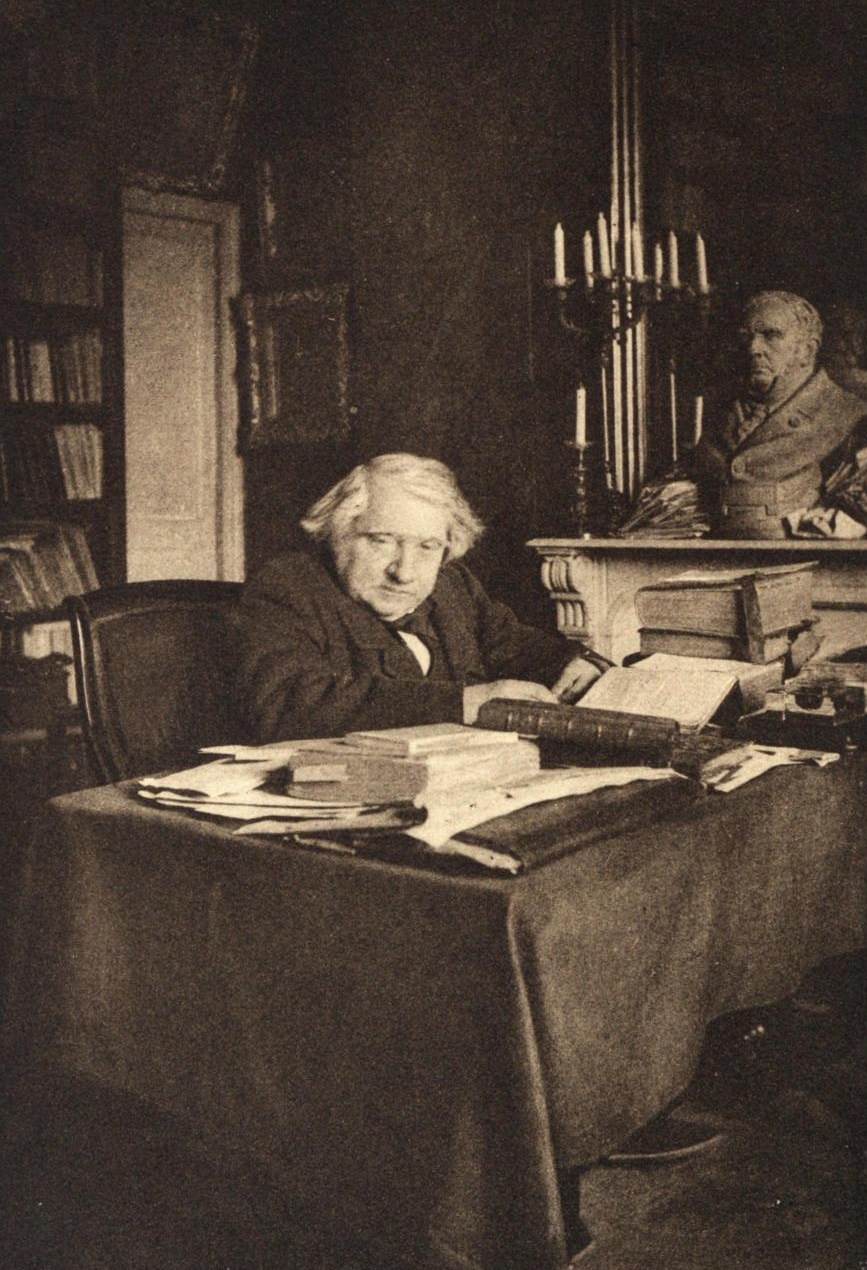
Ренан в своём кабинете в Коллеж де Франс. Фото 1891 года

17 июня 1883 года на конференции профессоров Коллеж де Франс Эрнест Ренан был избран главой учреждения (администратором) 23 голосами из 32 и через два дня утверждён министром просвещения. В своей программе Ренан напирал на то, что необходимо сохранить высокий научный дух и традицию, одновременно с непрестанным обновлением. После истечения срока полномочий в 1886 и 1889 годах конференция переизбирала Ренана единогласно. Администратор не отделял себя от своих подчинённых: обитая в служебной квартире в здании Коллежа, он приглашал профессоров на ужины. За столом помещалось только двенадцать человек, поэтому попасть в число избранных восьми (остальные места оставались за членами семьи Ренана) было большой честью. Ренана-администратора ценили из-за такта, умения преподнести собственные идеи так, что они казались выражением воли большинства; кроме того, он пользовался авторитетом в правительстве и мог пролоббировать интересы учреждения в министерстве, настаивая, что Коллеж должен быть «независим от политических колебаний». При этом он принял на работу в 1888 году Пьера Лаффита, прослывшего «позитивистом-ортодоксом», а в 1892 году передал ему вновь учреждённую кафедру всеобщей истории наук, что вызвало прения в Сенате. За девять лет работы Ренан заменил четырнадцать профессоров и реформировал семь кафедр. Так, архаичная кафедра латинской элоквенции стала именоваться кафедрой латинской филологии. Оставшаяся без заведующего кафедра тюркских языков и литератур влилась в общую кафедру эпиграфики и семитической филологии (в 1890—1923 годах её возглавлял Ш. Клермон-Ганно), а кафедра естествознания и антропологии была преобразована в кафедру экспериментальной и сравнительной психологии, которую в 1888—1901 годах возглавлял Теодюль Рибо. Кафедра теории морали превратилась в отдел исторической географии Франции (в 1892—1911 годах её главой был Огюст Лонгнон).
Ещё в 1879 году Ренан был избран непременным секретарём «Кельтского общества», деятельность которого долгое время сводилась к «Кельтским ужинам» на бульваре Монпарнас. Благодаря усилиям Ренана и его коллег-бретонцев Анри Гаидоза, Поля Себийо и Наркисса Кельена собрания стали регулярными, проводились на бретонском языке, приурочивались к разнообразным региональным праздникам и служили пропаганде местной бретонской культуры. Политические и религиозные темы на собраниях были запрещены. Летом 1884 года Ренан принял решение перенести деятельность Кельтского общества в Трегье. 1 августа ему была устроена грандиозная встреча на вокзале: учёного сопровождали дочь и зять Психарисы, Себийо и несколько столичных журналистов. На малой родине Ренан стал дедом: 30 сентября 1884 года у Ноэми и Янниса родилась дочь Генриетта.

#### Кончина и погребение

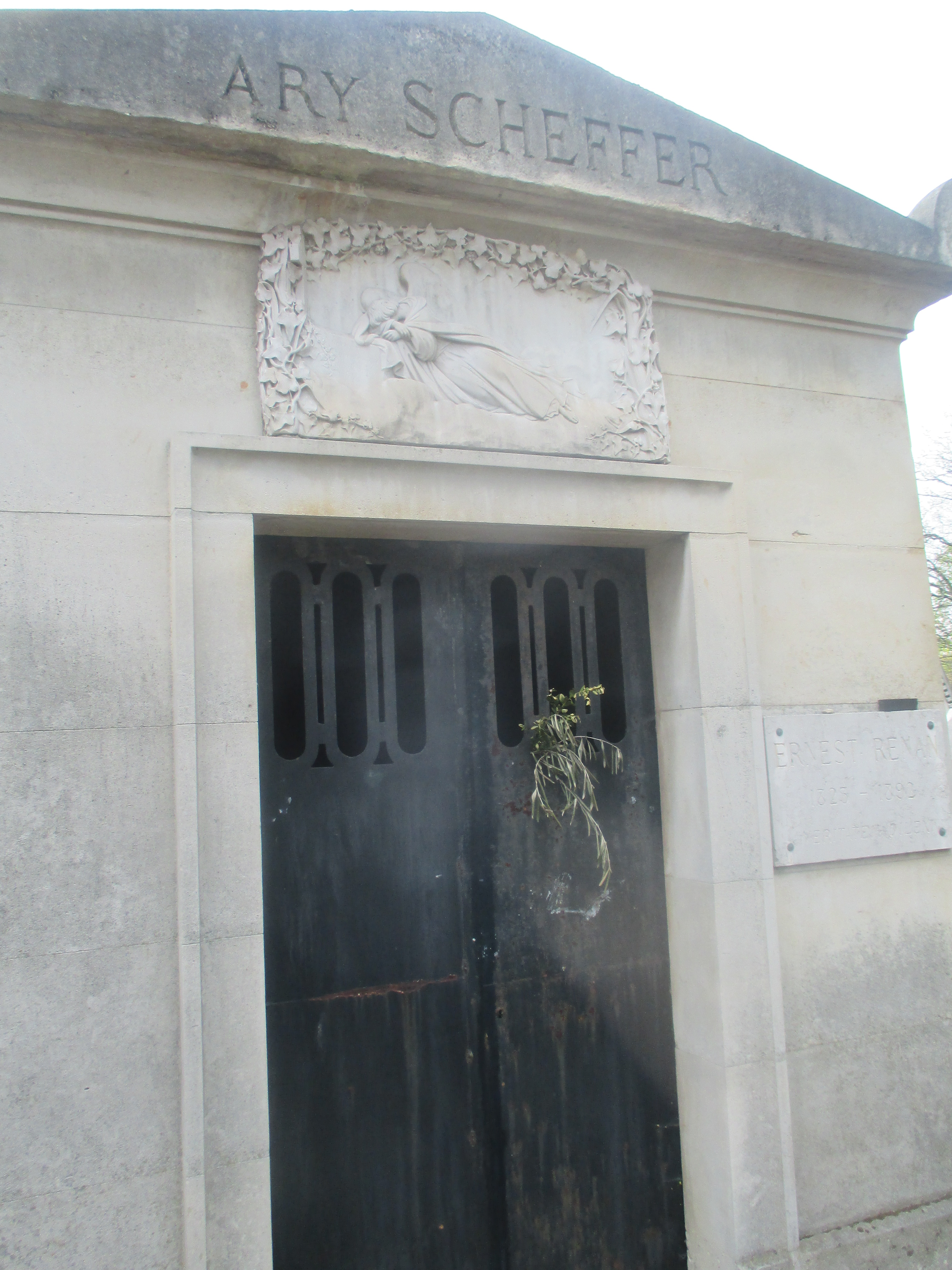
Склеп Ари Шеффера. Справа от входа — памятная плита с именем Эрнеста Ренана. Фото 2016 года

После 1888 года состояние здоровья Ренана резко ухудшилось, он обрюзг и отяжелел, ему становилось всё труднее передвигаться. Несмотря на это, он неуклонно приходил на свои занятия по семитским языкам и спецкурсы (в сезон с января 1888 по май 1889 года это была «Патриархальная мифология евреев и арабов»). Во время подготовки Всемирной выставки 1889 года Ренан категорически воспрепятствовал участию в ней Коллежа де Франс как «не являющегося промышленным учреждением». В быту Эрнест полностью зависел от жены Корнелии, дочери и зятя — Ноэми и Жана (как называли Янниса Психариса в семье). Летом 1890 года сын Ари Ренан уехал в Тунис на этюды, в дальнейшем их отношения с отцом были сложными. Хотя обычная активность Ренана не уменьшилась, дневники Корнелии Жан Бальку сравнивал с «медицинским отчётом»: приступы подагрического ревматизма сопровождались сильнейшими невралгиями. Приступ в августе 1889 года продлился неделю, а в июле следующего года три недели Эрнест был не в состоянии спускаться по лестнице, нормально принимать пищу и держать в руках перо. В феврале 1891 года Гюстав Эффель предложил Ренану записать его голос на фонограф; эксперимент проходил 17 февраля в присутствии Бертло и изобретателя Эдисона. Учёный проговорил в рупор, что считает изобретение фонографа самым удивительным событием XIX века, и добавил, что оставляет свой голос для будущего почти в день своего рождения. На конференции Коллеж де Франс 28 апреля 1892 года Ренан был переизбран администратором в четвёртый раз 20-ю голосами из двадцати одного (его соперниками в первом туре были Гастон Буасье и Жозеф Бертран).
Весной 1892 года в Париже Эрнест подхватил опоясывающий лишай, при котором был вынужден спать сидя. Подагрический приступ 14 июля 1892 года пришлось купировать морфием. В августе — сентябре 1892 года, когда семья находилась в Бретани, пошли отёки стоп и голеней, распространявшиеся по всему телу, сопровождаемые обмороками и тошнотой. Психарисы читали ему вслух Золя, чтобы отвлечь от уныния. По воспоминаниям Корнелии, к 13 сентября он уже был так слаб, что не мог артикулировать речь, а 15-го последовал очень сильный приступ. Эрнест заявил, что «когда тебе грозит смерть, ты должен быть дома», и велел купить билеты на парижский поезд на 17 сентября. Дома Ренан был беспокоен: в письме от 1 октября 1892 года Яннис Психарис свидетельствовал, что Эрнест заговаривался, капризничал, при этом был властен, пытался перебираться с кровати на стулья и кресла, расставленные по всему дому, рискуя при этом свалиться на пол. В двадцать минут восьмого утра 2 октября 1892 года Эрнест Ренан в мучениях скончался от сердечного приступа.
После официального объявления о смерти Ренана президент Сади Карно выпустил два декрета: о назначении государственных похорон и ассигновании 10 000 франков из государственного казначейства на их проведение. 7 октября катафалк с гробом учёного сопровождали два батальона пехоты, драгунский эскадрон, две артиллерийские команды, рота Республиканской гвардии и оркестр в сорок человек. Балдахин был расшит серебряными звёздами, от студенчества Парижа был поднесён венок из красных и чайных роз. На прощальной церемонии во дворе Коллеж де Франс присутствовал лично президент, сопровождаемый вдовой и дочерью Ренана, рядом разместили членов Французской академии, Академии надписей и других учреждений. Прощальные речи произносили министр образования Буржуа, представители двух Академий и Коллежа де Франс. Затем процессия двинулась на кладбище Монмартр, где гроб Ренана был помещён в склеп Ари Шеффера. Справа от входа была закреплена плита с именем Эрнеста Ренана, датами его жизни и латинской надписью Veritatem dilexi («Я любил истину»). В прессе появлялись заявления, что персона такого масштаба заслуживает погребения в Пантеоне. В 1899 году начата кампания за перенос праха Ренана (вместе с Бальзаком) в Пантеон, но она окончилась ничем, как и инициатива 1902 года. Последняя попытка такого рода была предпринята к столетию Ренана в 1923 году, хотя и рассматривалась на уровне Сената, но из-за сопротивления католических кругов осталась безуспешна.
Вдова Ренана — Корнелия — пережила его ненадолго и скончалась 23 мая 1894 года в возрасте 61 года.

## Интеллектуальная деятельность

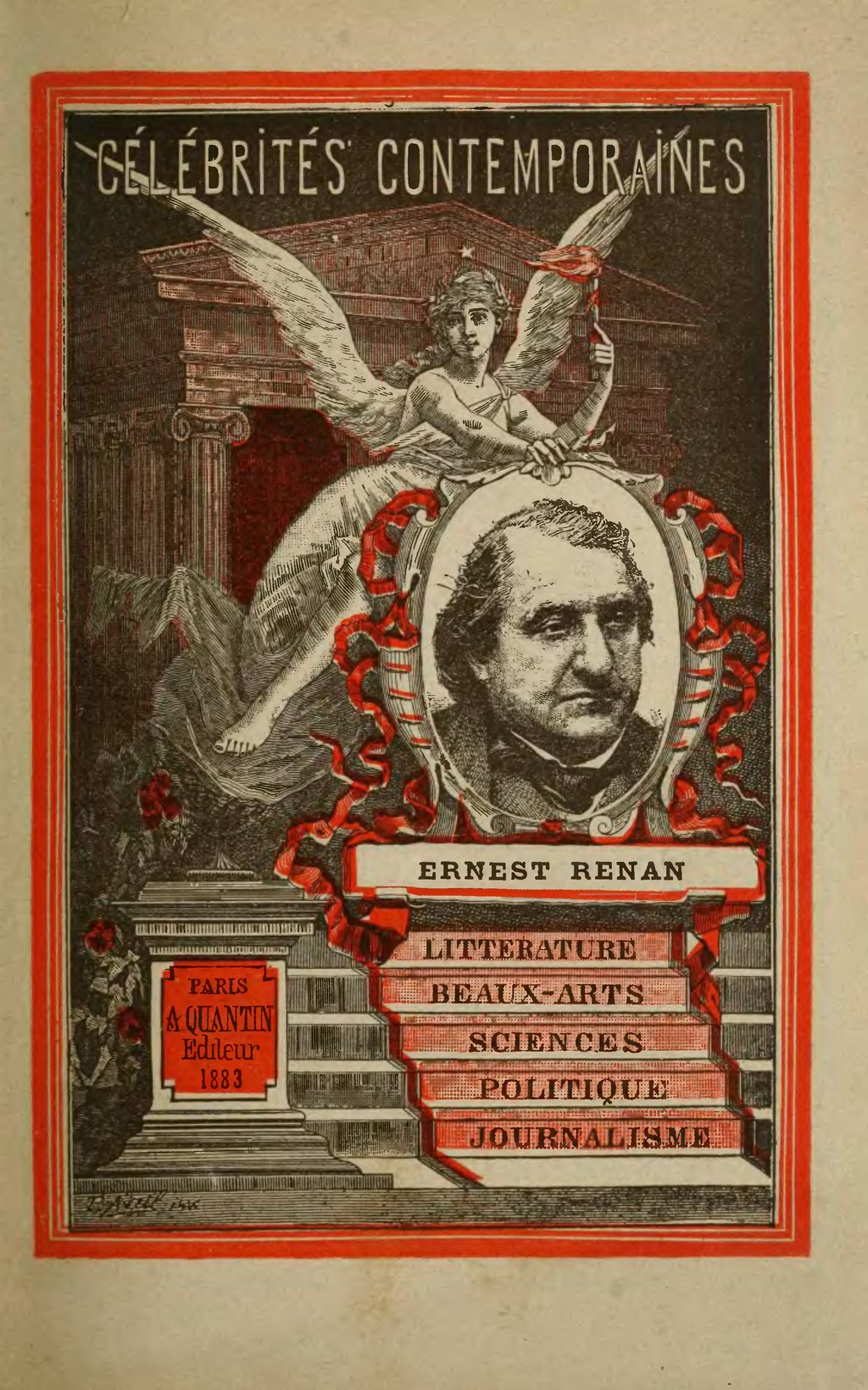

### Философские и методологические установки
На рубеже XIX—XX веков существовала конвенция интеллектуального сообщества относительно мышления Ренана, ключевыми понятиями в которой были «дилетантизм» (он же «ренанизм», под которым подразумевался гедонистический скептицизм) и «позитивизм»; в XXI веке полностью отвергнутая. Современники не воспринимали Ренана как позитивиста первого ряда, представителями которого во Франции были Конт, Литтре и Бернар, а за её пределами — Спенсер и Милль. Тем не менее главные интеллектуальные установки Ренана являлись позитивистскими — «культ положительной науки и сопряжённый с ним отказ от богословия и метафизики». При этом для интеллектуалов-гуманитариев XX века Ренан остался актуальным (в терминологии филолога С. Л. Козлова «родственным»), а Огюст Конт — нет. Ренан был позитивистом в фундаментальном смысле, с 1840-х годов утверждая подчинённость всех мировых явлений незыблемым законам природы. В четырнадцати основных своих трудах Ренан использовал «аксиому Мальбранша»: «Бог не действует по своим частным хотениям».
С точки зрения Перрены Симон-Нахум (CNRS, Центр социологических и политических исследований им. Раймона Арона), Эрнест Ренан был единственным (и, во всяком случае, последним) исследователем, который совместил в своих трудах сравнительную грамматику Боппа и братьев Гримм, а также религиоведение, выросшее из протестантской экзегезы. Уникальность его научной программы заключалась в том, что свой личный религиозный кризис он осознавал как последствие Великой французской революции и стремился глубоко отрефлексировать духовное измерение политических организмов Франции, древнего Восточного Средиземноморья и других регионов. Это же, согласно мнению П. Симон-Нахум, затрудняет исследование теорий Ренана, так как его субъективный комплекс личных идей оказался «поднят на высоту научной теории» из-за авторитета автора. По словам С. Л. Козлова, «Ренан как автор отличался такой рефлексивностью мышления, такой внятностью формулировок и такой плодовитостью, что исследователю вроде бы ничего не нужно реконструировать: Ренан всё сказал про себя сам». Именно благодаря этой особенности труды и переписка Ренана 1840-х годов представляют собой «лабораторию», в которой кристаллизовалась идея об историко-филологических науках как о неотъемлемой и наиболее актуальной части научного познания. При этом очевидно, какие «радикальные ценностные сдвиги требовались в качестве предпосылок для кристаллизации этой идеи в сознании, первоначально сформированном французской культурной традицией».
В религиозном измерении мировоззренческий кризис Ренана может быть обозначен формулой «филология против христианства» и на практике привёл к своего рода транскультурному переходу из Франции в Германию. Принцип филологии — критика — противостоит вере, на которой основано религиозное сознание. Критика исключает как слепую веру, так и верность традиции и непогрешимость авторитета. Изучение немецкого языка и философии преследовало цели осуществить некий компромиссный синтез, чтобы не отказываться от веры ради критики. Итогом философских рефлексий стала следующая установка: наука несовместима с ортодоксией (то есть с католицизмом), но совместима с широко понимаемым христианством, образцы которого представлены в германской протестантской философии, в частности у Канта, Фихте и Гердера. Сохранить церковный католицизм невозможно, но возможно начать борьбу за создание рационально-критического христианства средствами французской культуры. В те годы Ренан прямо претендовал на роль «нового Лютера». Новую научную программу Ренан формулировал как «внедрение Германии во Францию», и если первоначально она носила религиозный характер, то со временем охватила все области светской культуры. В записных книжках 1843 года Ренан использовал риторические фигуры XVII века, разделяя риторику и литературу. Ненавистную ему словесность ортодоксов он определяет как belles lettres, а её противоположность как littérature. В письме сестре Генриетте от 22 сентября 1845 года Эрнест подчёркивал, что в немецкой культуре его «чарует… счастливое сочетание поэзии, учёности и философии», приводя в пример Гердера и Гёте. В декабрьском письме к Генриетте Ренан подчёркивал глубинную связь своего эмоционального противопоставления риторики и литературы во Франции с немецким синтетическим дискурсом.
Под литературой Ренан понимал высокую критику, ставя знак равенства между нею и философией. В записных книжках очевидно отторжение важнейших институтов французской гуманитарии: факультетов словесности (во Франции философия подчинена филологии, а в Германии наоборот) и салонов. Ренан отверг фундаментальную особенность французской культуры: ориентации интеллектуального творчества на успех у ограниченного круга целевой аудитории. Тем самым Ренан отвергал и централизованную инфраструктуру французской культуры, сосредоточенной только в столице и обрекающей провинции на «ничтожество». Главная претензия, высказываемая Ренаном теологии и французской культуре вообще, связана с функциональной дифференциацией: противопоставлении столицы и провинции, прагматике текста и его ориентации на конкретную аудиторию, классицистской иерархии родов словесности (которая и в XIX веке определяла среднее образование во Франции). Нежелание Ренана становиться «клеткой в таблице» (в его терминологии) находит альтернативу в немецкой культуре, в которой вера в Христа совместима с филологической критикой сакральных текстов, а в творчестве возможны интеграция всевозможных функций и полная интеллектуальная автономия. Однако жёсткой дихотомии «французское — немецкое» Ренан не проводил, ибо последовательной разработке принципа интеграции противостоял вопрос соотношения научного исследования и образования. В этой точке Эрнест Ренан отвергал гумбольдтовскую концепцию научно-исследовательского университета, жёстко разграничивая образование и научное исследование в соответствии с французским принципом функциональной дифференциации.

### Филология — метанаука Эрнеста Ренана

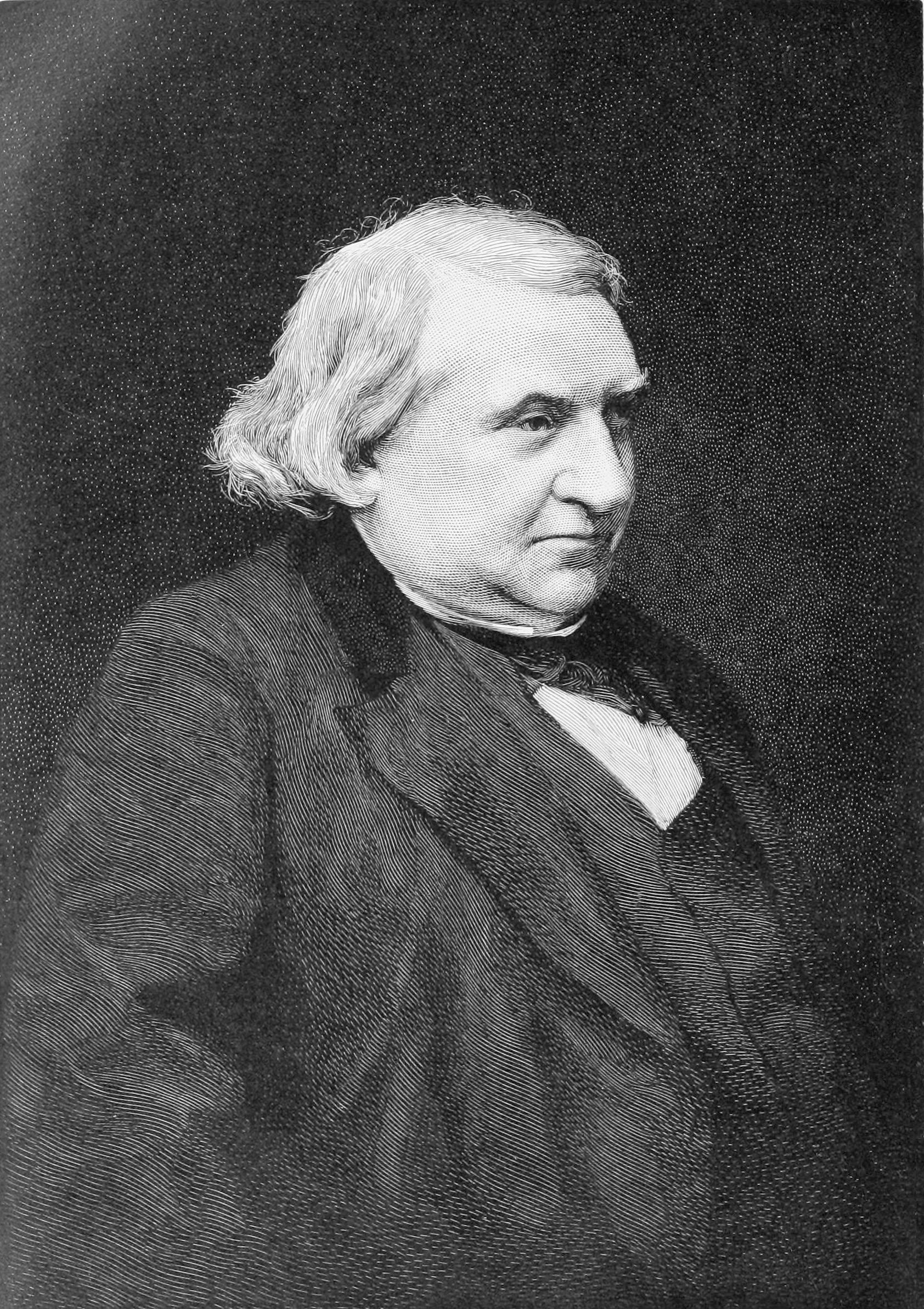
Эрнест Ренан в 1890-е годы

Оконченный в 1848 году трактат-манифест «Будущее науки» определял практически всю интеллектуальную и социальную деятельность Эрнеста Ренана в течение всей его жизни. Эта деятельность базировалась на представлении о науке как о высшем призвании человека в подлунном мире. Наука является строго позитивным комплексом представлений, не допуская никаких верований в сверхъестественные явления. В социальном плане наука является квазирелигиозной практикой, ибо оправданием её существования и смыслом жизни человечества является продвижение к познанию бытия. Парадокс Ренана коренился в том, что чем более атеистична наука по своему содержанию, тем более религиозна она по своей функции. Наука существует ради чистого познания, то есть ради себя самой; материальные благодеяния, которые порождают научные открытия, глубоко вторичны. Религиозное измерение научного знания Ренан именовал «трансценденцией» или «философским смыслом» науки, а картину мира учёного образует бесконечный ряд бинарных оппозиций, наподобие «высокое — низкое» или «серьёзное — вольное». Наука есть воплощение всего самого высокого и серьёзного и, подобно религии, имеет ценность всегда и при любых обстоятельствах. Служение науке есть служение Абсолюту, то есть Ренан отметал популярную и широко распространённую в XIX веке тему «достижения господства над природой».
Абсолютная ценность науки вообще не отменяет разных состояний человеческого духа на протяжении истории, поэтому разные виды науки могут иметь разную ценность в разные исторические эпохи. Высшей наукой для Ренана являлась филология как неразрывно связанная и с критикой, и с духом, и он переносил христианские категории мышления на нерелигиозный материал. Отношения между критикой и филологией Ренан выстраивал как отношения лиц Пресвятой Троицы: «неслиянны и нераздельны». Критика не исчерпывается филологией, а филология не исчерпывается критикой, так как имеет собственное содержание, связанное с той сферой действительности, которую познаёт учёный. Эрнест Ренан прямо противопоставил «науки о человечестве» и «науки о природе», но гуманитарная сфера для него не предполагает разделения наук о человеке и наук об обществе — то есть наук гуманитарных и наук социальных. Равным образом для него не существовало филологии в единственном числе, так как базисом гуманитарных наук по Ренану являются «филологические науки». Предметы наук о человечестве и наук о природе естественно дополняют друг друга, и Ренан не рассматривал методологической разницы между ними, которая осмысливалась немецкими теоретиками конца XIX — начала XX веков. Ближе к концу жизни Ренан осознал непреодолимый разрыв гуманитарной и естественнонаучной сфер, пренебрежительно именуя тематику, которой занимался всю жизнь, «мелкими предположительными науками» («интересные соображения об исчезнувшей навсегда реальности»), и сожалел, что не связал свою карьеру с химией, физиологией или астрономией.
В «Будущем науки» Ренан давал определение филологии как «точной науки о явлениях умственной жизни», так же, как физика и химия являются «наукой о телах»; в отношении метода они аналогичны. Однако в филологии «законы имеют чрезвычайно тонкую природу и совсем не обнаруживаются прямо, как в физических науках», поэтому гуманитарий должен иметь особый литературно-критический дар, «тонкость мелких наблюдений», что противопоставлялось логико-дедуктивной науке, такой как геометрия. В филологии и морали все принципы и выражения неопределённы и несовершенны, никогда не выражают и не отражают истину целиком и потому требуют полной свободы мысли, в которой форма и стиль составляют «три четверти».

В геометрии и в алгебре можно безбоязненно предаваться игре формул, не беспокоясь о тех реальностях, которые этими формулами изображаются. Но в науках моральных, наоборот, никогда нельзя таким образом доверять формулам и до бесконечности комбинировать их, как это делала старинная теология, сохраняя полную уверенность в том, что конечный результат всех этих комбинаций будет строго верен.
Таким образом, точность филологии, согласно Ренану, основывалась не на абстрактном дедуктивном мышлении, а на мышлении индуктивном, эмпирическом, привязанном к конкретике. Точность филологии состояла в полноте и точности учёта фактов, а также в тонкости различений и характеристик. В концепции Ренана представления о филологии, восходящие к немецкой культуре, стыкуются с исконно французским представлением о «тонком уме». Исходя из этого (и в отличие от науки в целом), филология не является целью в себе самой: ценность её в возможности знания о прошлом и построения истории человеческого духа. Эта история невозможна без эрудиции, вне данного контекста, лишённой практической полезности. Терминологически для французской культуры «эрудицией» традиционно обозначалось историко-филологическое знание. Историко-филологическое знание нужно для построения «науки о продуктах человеческого духа». Поскольку критика и филология сущностно совпадают, для Ренана ключевым требованием является «союз между филологией и философией».
Словосочетание histoire de l’esprit humain («история человеческого духа») восходит к французской философской традиции XVIII века, однако сам Ренан ссылался на общеевропейскую традицию философии истории, которая наивысшей концептуальности достигла в учении Гегеля. Суть концепции Ренана сводится к тому, что человечество мыслится как некоторое единое сознание, которое само себя творит и развивается. Субъект филологии (и истории человеческого духа) ренановского «Будущего науки» надындивидуален. Хотя сам он прямо об этом не писал, из последующих работ Ренана следует иерархия субъектности: индивидуум занимает низший уровень; субъектностью более высокого уровня наделён народ; субъектностью ещё более высокого уровня обладает раса, а наивысшим уровнем субъектности наделено человечество в целом. Возможны и другие уровни: так, в «Воспоминаниях о детстве и юности» Ренан наделил субъектностью собственный род, что превращало его в референтную группу, наделяющую смыслом деятельность самого мыслителя. Субъекты всех уровней являются живыми существами, осуществляющими закономерный жизненный цикл. И в этом контексте Ренан использовал метафору древа: человечество — ствол, расы, народы и роды — ветви и побеги, а отдельные индивиды — листья. Отношения на всех уровнях являются взаимоподобными, то есть существует соответствие между филогенезом и онтогенезом.

### Религиоведение Эрнеста Ренана

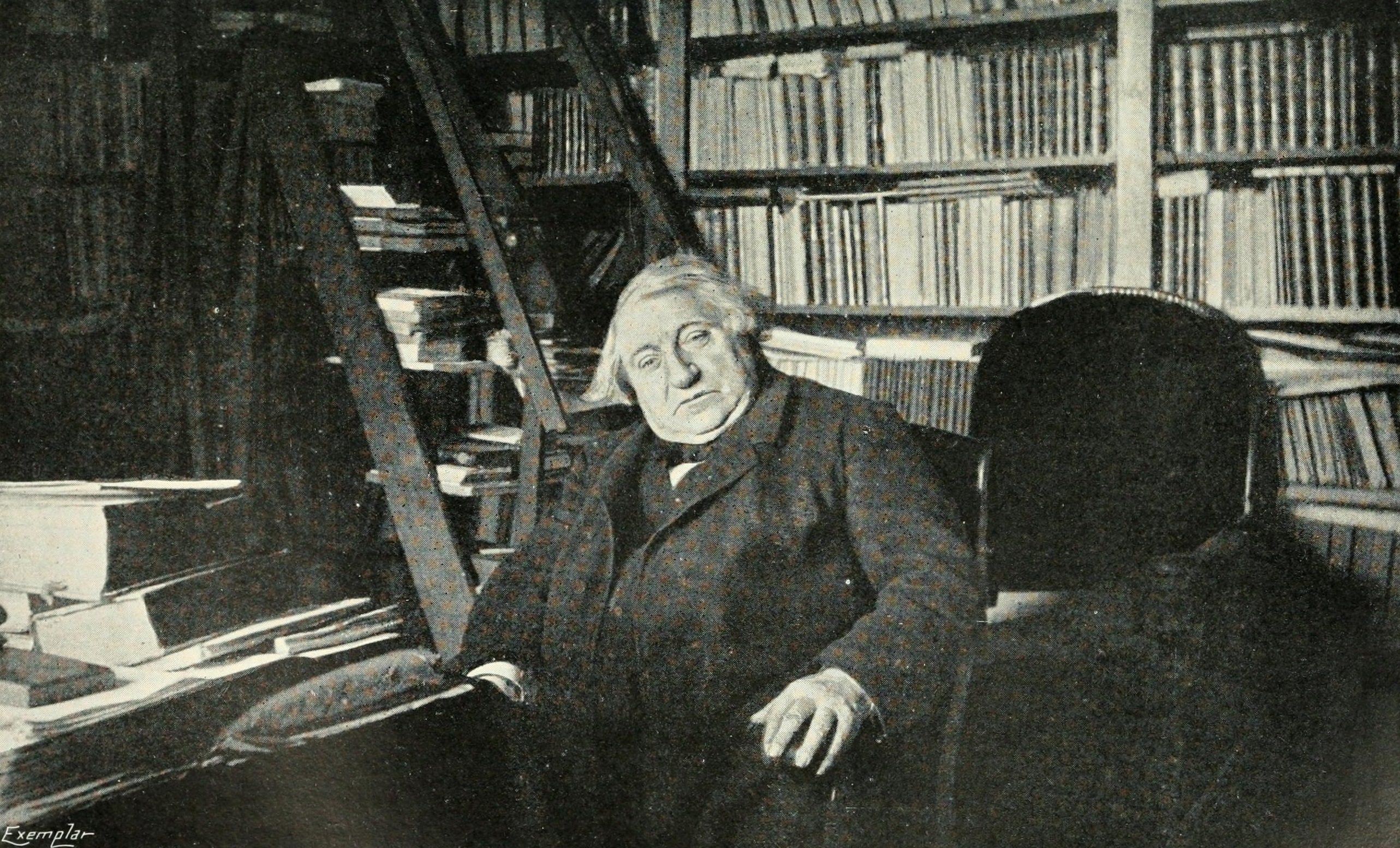
Ренан в своей библиотеке

#### Семиты и монотеизм
Историко-филологическая программа, заявленная Ренаном, имела практическое воплощение в лингвистическом труде «Исторический и критический опыт о семитских языках вообще и о еврейском языке в частности», первоначальная рукопись которого была оформлена ещё до написания «Будущего науки». Переработанный вариант вышел в 1855 году под названием «Общая история и система сопоставления семитских языков», создав Ренану репутацию выдающегося семитолога. При этом базовой категорией, которая определяла построения учёного в области семитских языков, являлось противопоставление семитов с арийцами, так как Ренан связывал весь комплекс положительных или отрицательных наклонностей некоей общины с её «расой». Очень сложно разъяснить контекст, в котором Ренан употреблял понятие расы, придавая ему антропологический, филологический или политический оттенок. Целью Ренана было описать грамматический строй семитской семьи языков в противопоставлении индоевропейской, то есть арийской, языковой семье. Языковые системы понимались им как выражение духовных сущностей, носителями которых и являются расы. Ренан различал языковые и биологические расы, так как в контексте своего труда обозначал языковые расы как «некое культурное первоначало». Однако ему так и не удалось уйти от биологических коннотаций, тем более, что он признавал фундаментальное неравенство человеческих рас и разделял некоторые постулаты Гобино. В предисловии к изданию «Будущего науки» 1890 года Ренан придавал расовому неравенству статус научного факта и сетовал, что сорок лет назад недостаточно хорошо это осознавал. Исходя из этого, Морис Олендер, Цветан Тодоров и Сергей Козлов относили Ренана к идейным предтечам расизма (или расиализма), хотя встречаются и прямо противоположные мнения. Воззрения Ренана исключали бытовые проявления, так как по своим склонностям он являлся филосемитом, но при этом убеждённым элитаристом с теологическим складом мышления. В то же время для него принадлежность к единому человечеству была не менее важна, чем принадлежность к конкретной расе. Для Эрнеста Ренана филология не сводилась к сравнительной грамматике, а историческое бытие человечества не совпадало с расовым бытием. Его интересовала макроистория, в ходе разворачивания которой человечество (как и каждый индивидуальный организм) проходили этапы развития. Гносеология Ренана включала три акта, соответственно которым человеческий дух в своём развитии проходил стадии синкретизма, анализа и синтеза.
На практическом уровне Эрнест Ренан, анализируя Ветхий Завет, утверждал, что древнееврейская цивилизация была порождением пустынь, являлась «грубой, примитивной и не способной ни к малейшей эволюции». Это выражалось в том, что откровение, данное Адаму, Аврааму, Моисею и последующим пророкам, не привело ни к распространению монотеизма, ни даже к полемике с политеизмом. Последовательно используя сравнительный метод, Ренан выводил концепцию монотеизма из особенностей семитского духа, выраженного в языке с чрезвычайно жёсткой грамматикой. Монотеизм появился у семитов «без всякого усилия», «без размышлений и рассуждений». Собственно, любой язык возникает уже готовым из человеческого духа и определяет дух народа, который им пользуется. Неподатливость семитской языковой семьи согласуется с представлением «о еврейском народе как всегда равном себе, непроницаемом для истории и отличающемся непримиримостью в вере». То есть монотеизм проистекал из бедных религиозных потребностей, компенсируемых «высшим инстинктом религии». Древнееврейский монотеизм являлся квинтэссенцией религиозности, но при этом сводился к «набору негативных предохранительных мер», в котором максимум эквивалентен минимуму. Напротив, богатая грамматика и синтаксис арийских языков приводили к пониманию арийскими народами одушевлённости и многообразия природы. Мифология позволяет развернуть арийцам «широкую игру слов», жонглировать элементами вселенной, заключённой в словах языка. Ссылаясь на Макса Мюллера, Ренан обнаруживает в именах богов множественность природных явлений, то есть первобытное богопочитание арийцев сводится к «отзвуку природы». Эрнест Ренан подчёркивал, что для семитов монотеизм является естественным, но неочевидным для индоевропейцев, что доказывается примером Индии, «остающейся мифологической». Вместо того чтобы по всякому поводу возносить молитвы одному-единственному существу, как это делают семиты, арийцы поклоняются специализированным божествам, что изначально было причиной неполноценности. И, наоборот, преимущества монотеизма обернулись для семитов недостатками, так как множественность языческих пантеонов предполагала «свободу мысли, дух критического рассмотрения». Монотеизм евреев, а затем арабов, не являлся плодом духовного творчества, поскольку «его нельзя изобрести». Таким образом, монотеизм является результатом уникальной одарённости одного только еврейского народа; однако религиозная одарённость семитов оборачивается их неспособностью к науке. Это объясняется их неспособностью мыслить множественное. Плюрализм в гносеологии Ренана указывает на адекватность мышления реальности. Ограниченность семитического мышления выражается в литературе: «эпическое дыхание» ей не дано, пределом в словесности становятся пословица, притча и версэ.
Ренан отрицал у древних семитов политеизм, видя за всеми внешними многобожными формами профиль «первобытного монотеизма». В каждом имени семитских богов сокрыт родовой корень Эль, то есть это вариации на одну и ту же тему, знаки, отсылающие к беспредельной божественной власти, очередной эпитет верховного Бога. В пустынном ландшафте не могли зародиться ни политическая мысль, ни администрация. Символом монотеистической цивилизации является шатёр, который был и первым храмом, в котором находился переносной ковчег незримого Бога. Семиты-монотеисты в семейной жизни были полигамны, что тоже препятствовало «развитию того, что мы называем обществом».

#### Эрнест Ренан и ислам
Немецкий исламовед Биргит Шеблер отмечала, что в своих суждениях о семитах Ренан не разделял евреев и арабов. Более того, он утверждал, что семитский дух породил две чистые истинные формы: еврейскую с его Законом, данным Моисею, и арабскую в исламской форме. Наиболее чистую семитскую расу представляют арабы-кочевники Аравийского полуострова. В статье «Магомет и происхождение ислама» (1851 года — одна из первых его публикаций вообще) Эрнест Ренан провозглашал религию продуктом «спонтанных инстинктов» человеческой природы, своего рода «куколку», из которой должна вылупиться «бабочка возвышенного духа», который займётся научным познанием законов природы. Однако проблема коренится в том, что большинство мировых религий появилось так давно, что невозможно реконструировать процесс их возникновения. Всемирно-историческое значение ислама заключается в том, что учение Магомета «последнее по времени религиозное творение человечества, наименее оригинальное при том во многих отношениях». Рождение ислама происходило «на виду у истории, и корни его у поверхности земли», и, по мысли Ренана, оно вообще не заключало в себе ничего сверхъестественного. Ни сам пророк, ни праведный халиф Омар, ни зять пророка Али не были ни визионерами, ни чудотворцами, ни просветлёнными. Каждый из них точно знал, что делает, и никогда не обманывал самого себя. Исламская агиографическая традиция началась очень рано и сохранила подлинную биографию основателя религии. Ренан не находил в Магомете и его окружении духовности и религиозной глубины, противопоставляя их, например, Франциску Ассизскому. По мысли Ренана, когда основатели религии имеют общечеловеческое значение (как Христос и апостолы), человечество формирует их образы по своим потребностям, «и тогда из уродливой гусеницы появляется прекрасная бабочка». Однако о Магомете нет таких легенд, как о святом Франциске, который, живя намного позже, «бесконечно более мифологичен, чем основатель ислама».
Основные тезисы, высказанные в статье об исламе, Ренан многократно тиражировал в разных своих сочинениях. Исходя из того, что у арабов-семитов не существовало мифологии и чувства сакрального, он делал вывод, что исламский мистицизм и философия не имели корней на Аравийском полуострове и являлись проявлением арийского гения персов, хотя их мудрецы и писали на арабском языке. После поездки в Ливан, Сирию и Палестину Ренан перешёл на резко антиисламские позиции и в лекции «Ислам и наука», прочитанной в Сорбонне в 1881 году, использовал чуть ли не средневековые антиисламские клише. Впрочем, он не отказался от того, что Магомет был строгим рационалистом, способным к дедукции, поэтому создавал своё учение сообразно политическим намерениям, а не получив откровение от архангела Гавриила. Он не самозванец, как у католических критиков, не макиавеллиевский честолюбец, как его изобразил Вольтер, но и не истинный пророк-основатель, а всего лишь «гусеница, не ставшая бабочкой». Как политик, он не был отважен, а, скорее, был неуверенным и не являлся ни полководцем, ни основателем государства, всего лишь первый среди равных в своём роду и в своём сообществе. Ислам же — квазирелигия, не имеющая в своей основе истинного религиозного чувства.
Биргит Шеблер отмечала, что понимание Ренаном ислама было поверхностным, ибо он судил о нём по догматам ваххабизма, а самого Ваххаба сравнивал с Фаустом Социном. При этом он игнорировал, что ваххабиты происходили из пустынь Неджда, а не торгового Хиджаза, в городах которого ислам и зародился. Ренан риторически вопрошал, как могла возникнуть философия в бесплодной пустыне, в которой человек обречён на выживание и трезвое мышление. По мнению учёного, до XII века в исламе процесс догматизации протекал «вяло», пока окончательно не возобладала греко-эллинистическая философия арабского извода, последним представителем которой был Ибн Рушд. Мусульманство соединило мораль, ритуал и эстетику, но не смогло породить духовности. Арабы и ислам не способны породить цивилизацию, при этом от древних евреев они отличаются в худшую сторону. Чрезмерная простота ислама напоминает песок пустыни, который всё затягивает, и потому мусульмане смогли обратить огромные массы людей Востока в свою веру, но не оказались способны на плодотворное развитие науки и поэзии.

#### Ренан и аверроизм
Согласно медиевисту Алену де Либера (Коллеж де Франс), обращение Эрнеста Ренана к аверроизму, не имевшее прямой связи ни с его семитскими штудиями, ни с «Историей происхождения христианства», имеет «оттенок загадки». По-видимому, ключом к её разрешению является тот факт, что написание диссертации об Аверроэсе и первого варианта «Будущего науки» Ренан вёл параллельно, реализуя внутренние мировоззренческие и интеллектуальные потребности, объединившие его неверие, средневековую схоластику и судьбу морали и разума в условиях интеллектуальной свободы. А. де Либера высказал предположение, что, формулируя принципы метанауки филологии, Ренан стремился проиллюстрировать процесс её вызревания на Западе. В издании диссертации об Аверроэсе 1852 года имеется пассаж, что одним из признаков Средневековья является отсутствие на латинском Западе филологии, которая была разработана в античной греческой мысли и прививку которой латинскому Западу дал Петрарка. Пассаж из «Будущего науки» о прогрессе мышления Нового времени («замена категория бытия на становление, Абсолюта на относительность, неподвижности на движение») целиком был использован в диссертации об Аверроэсе. Ренан впервые применил в своей диссертации метод различения подлинных идей Аверроэса, которого называл «арабским Боэцием», от разнообразных версий аверроизма, то есть Аверроэса легендарного, и выстроил стратегию неверного истолкования. Ибн Рушд вольно трактовал античный перипатетизм, а его средневековые толкователи вольно интерпретировали созданного ими же Аверроэса. Глава о аверроизме в Парижском университете XIII века носит характер манифеста. Безотносительно того, прав ли был Ренан, выделяя «аксиомы аверроизма», его вклад в интеллектуальную историю заключается в том, что он впервые рассмотрел вопросы различных форм ограничений интеллектуальной свободы в Средние века и одновременно опроверг миф о средневековом университете как монолитном оплоте схоластики.

#### Христианство Эрнеста Ренана
Будучи первоначально сугубо еврейским созданием, христианство тем самым сумело со временем почти полностью избавиться от того, что в нём было расового, так что тезис тех, кто рассматривает его как чисто арийскую религию, во многих отношениях верен.— Эрнест Ренан. Подготовительные заметки к «Жизни Иисуса»

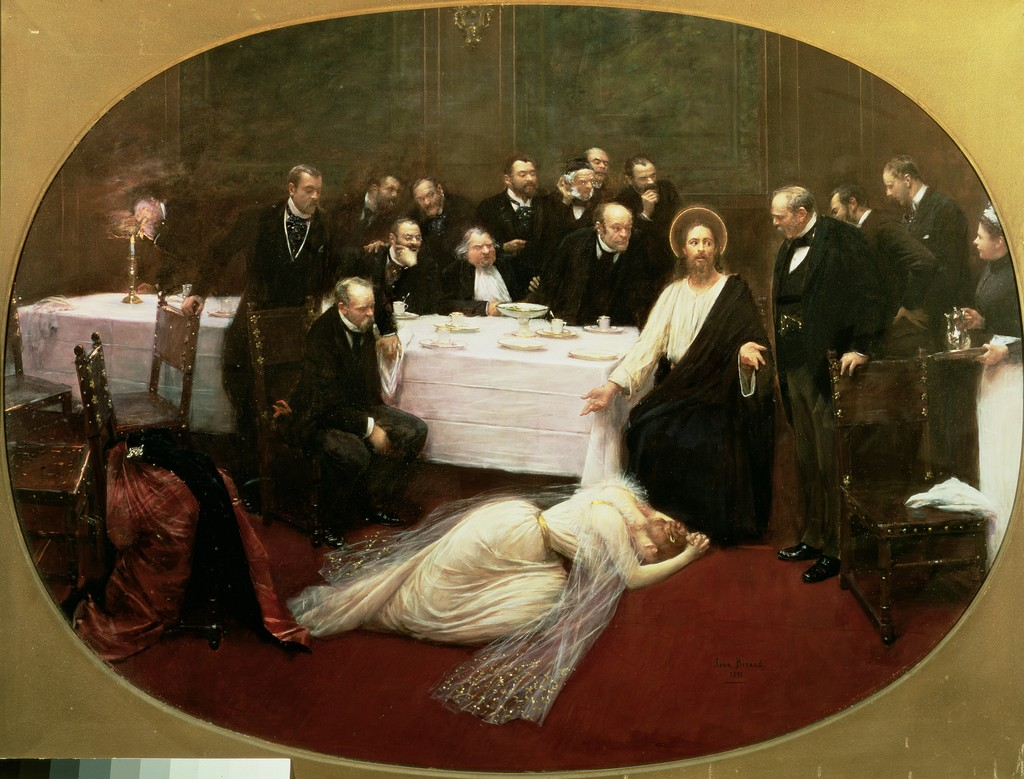
Жан Беро. Христос и Мария Магдалина в доме Симона Фарисея. 1891, холст, масло, 101,2 × 131,5 см. Париж, Музей Орсе

Внучка Ренана — Генриетта Психарис — в своей биографии деда цитировала формулу Эрнеста, что «всё сделанное мною — всего лишь блестящее надгробие моей утраченной веры». Данный мотив повторялся многократно как в воспоминаниях, так и в цикле «История происхождения христианства». В результате историк Морис Олендер, как впоследствии и Жан Бальку, определял отношение Ренана к Иисусу Христу как «стремление к освобождению христианства от власти семитского монотеизма». Уже в подготовительных заметках к «Жизни Иисуса» («Психологический портрет Иисуса» 1845 года и «Критические исследования об Иисусе» 1849-го) автор утверждал, что «в Иисусе не было ничего еврейского», и его высокое понятие о Божестве не восходило к иудаизму. Предстояло доказать, что христианство «полностью вышло за рамки семитского духа», усвоив дух обращённых в него народов, и сделалось «наименее монотеистической» из трёх религий откровения. Ренан арианизировал христианство, ибо у него непосредственным продолжением иудаизма является ислам.
Христианство, по Ренану, во всём противоречит иудаизму, и потому последовательное усовершенствование этой религии должно привести к «возобладанию гения индоевропейской расы». Посетив Палестину, автор «Жизни Иисуса» обратился к противопоставлению ландшафта плодородной Галилеи пустынно-каменистой бесплодной Иудее: пейзаж оказывает влияние даже на диалекты языка и тем самым формирует дух народов. В галилейской проекции «земного рая» Иисус был принят и услышан, и там же зародилось «движение духа, призванного вести человечество по пути прогресса». Иными словами, как в малых масштабах Святой Земли, так и всего земного шара, «христианство было создано лишь Севером». У истоков христианства наблюдается оппозиция семитского и арийского начал, Юга и Севера. Сократ, противопоставивший себя Афинам, сыграл в арийской истории роль, сравнимую с ролью Иисуса в Иерусалиме; противостояние Афин и Спарты аналогично противостоянию Галилеи и Иудеи.
Ренан был убеждён, что хотя и следует отделить «церковное общество» и «общество гражданское», но религия — институт, необходимый для «питания нашей души» и для гармонического равновесия создавших её «нормальных людей». При этом наука и религия — непримиримые антагонисты, ибо вера основана на откровении, не могущем быть подтверждённым с помощью научного метода. Поэтому цель дальнейшего развития — окончательная высшая форма «религии Иисуса». Христианство — это память Европы, рождённая от «разрыва с иудаизмом», история Европы целиком сформирована христианскими представлениями, стереть её из памяти так же невозможно, как немыслимо исключить себя из цивилизации. Иными словами, христианство создало уникальную всеобщую мораль цивилизованного человечества. Если Сократ создал философию, а Аристотель — научный дух, то Иисус основал «абсолютную религию», истинное «чистое богопочитание». Иисус не оставил после себя ни одного догмата, созидая лишь «новый дух», даровав народам память, этику и эстетику, укоренённые в документальном наследии цивилизации. Согласно Ренану, Иисус-проповедник открыл человечеству прогресс и истинное будущее, а наука и религия образовывают неразрывную социальную связь, обеспечивая динамику движения к приемлемому будущему западной цивилизации. Таким образом, Эрнест Ренан сознательно творил христианский рационализм, поскольку после выхода из церкви чудеса и суеверия стали для него отрицанием истинной религии Христа, которую он попытался реконструировать. Иисус, согласно Ренану, занимает исключительное положение в истории человечества, которое является и ключевым для последующей эволюции цивилизации.

#### «История происхождения христианства»

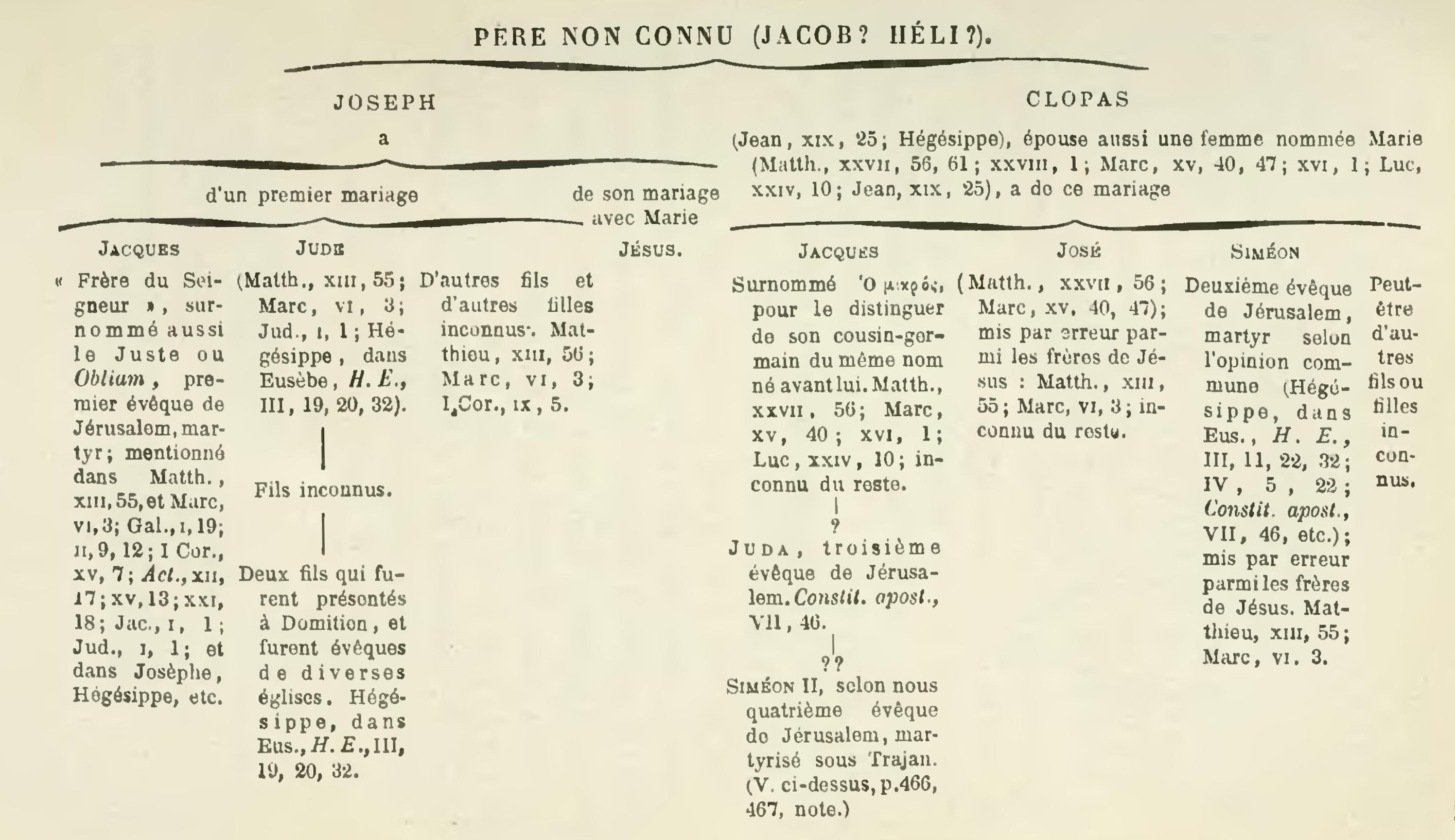
Генеалогия семейства Иисуса из Назарета из пятого тома «Истории происхождения христианства»

О. В. Метель (Омский государственный университет имени Ф. М. Достоевского) утверждала, что семичастную «Историю происхождения христианства» (русский перевод выходил под общим заглавием «История первых веков христианства») Ренана следует рассматривать как кульминацию всей его научной мысли, подготовленную от времени первых филологических штудий в области семитологии. В первых очерках 1840-х годов об историческом Иисусе Эрнест Ренан пытался реконструировать внешнюю среду, в которой протекала деятельность Христа, а также определить собственные методологические позиции.
Каждый из семи томов «Истории происхождения христианства» (первый из них — «Жизнь Иисуса») открывается «Введением», в котором Э. Ренан неизменно определял методологические позиции и анализировал источники. Предисловие носит технический характер, тогда как главы написаны обычным для Ренана эпическим стилем, когда объяснительный эффект достигается за счёт построения нарратива. Изначально в качестве источников исследователь привлёк лишь канонические Евангелия и сочинения Иосифа Флавия, далее круг расширялся, включая Филона, Тацита, Ветхий и Новый Заветы, раннехристианскую литературу; инновацией стало привлечение Талмуда. Ренан широко пользовался достижениями тюбингенской школы: принял гипотезу «двух источников», признавал первичность Марка и компилятивность Луки, но при этом оригинально трактовал Евангелие от Иоанна. Утверждая сложность и догматическую окрашенность четвёртого Евангелия, он не считал это основанием отбрасывать его свидетельства, так как они всё равно отражают точку зрения очевидцев евангельской истории. Несмотря на декларируемый позитивизм (проявляемый в отношении к библейским чудесам), Эрнест Ренан, работая с раннехристианскими источниками, считал ошибкой простое извлечение фактов; напротив, источник служит делу истолкования прошлого через точку зрения древних авторов. Главной задачей становилось «изобразить правдиво общую картину первых шагов христианской религии, а не стремиться к точности отдельных деталей», что и позволило отказаться от гипотез уже к эпохе конца II века. Ренан работал только с первоисточниками и к ним же отсылал своих читателей, полностью отказавшись от ссылок на исследовательскую литературу, что объяснял нежеланием полемизировать с коллегами и оппонентами. Однако во вводных частях упоминаются все важнейшие работы тюбингенской и страсбургской школ.
Концепция ренановой «Истории первых веков христианства» в сжатом виде сводится к следующему. Истоки христианства следует искать в мессианских ожиданиях иудеев, которые в ветхозаветной литературе фиксируются едва ли не с VIII века до н. э. Земную жизнь и проповедническую деятельность Иисуса из Назарета Ренан излагал по хронологии четвёртого Евангелия. Иисус — лишь один из еврейских пророков своего времени, галилеянин, который около трёх лет проповедовал на территории Палестины; наибольший резонанс его проповедь имела среди жителей Галилеи, тогда как Иерусалим принял его враждебно. Основной и наиболее благодарной аудиторией Иисуса были бедняки, женщины и дети. На третий год проповеди он был схвачен перед Пасхой в Иерусалиме и распят, но любовь учеников к своему пророку была столь велика, что «он воскрес в их сердцах». После казни Иисуса формирование христианства включало три взаимосвязанных процесса: отделение от иудаизма, складывание церковной организации и оформление вероучения. Ренан признавал наличие в первоначальной христианской общине двух течений: паулинизма и петринизма, названных по именам апостолов Павла и Петра. Паулинизм выступал за широкую проповедь вероучения среди язычников, для которых Моисеев закон необязателен, петринисты призывали остаться на почве еврейства, принимая в христианскую общину лишь тех, кто прошёл гиюр и стал следовать Закону. Ренан и в этом вопросе был последовательно оригинален: он утверждал, что первые обращения язычников были совершены Филиппом и самим Петром. «Апостол язычников» Павел первые проповеди в новых городах начинал с синагоги. В иудействующем течении главным выразителем был «брат Господен» Иаков, возглавивший Иерусалимскую церковь. Ренан утверждал органическую связь первоначальной христианской общины с аналогичными течениями в иудаизме — агадой (широкое распространение иудаизма) и галахой (сохранение общинной ограниченности). Таким образом, христиане реализовали миссионерский дух иудаизма, и первоначальный успех сопутствовал иудеохристианам, в то время как Павел основал множество церквей, которым противостояли контрмиссии Иакова. Павел был быстро забыт после смерти, а в некоторых сектах иудеохристиан рассматривался как нечестивец. Лишь Иудейская война, а затем восстание Бар-Кохбы и погромы 116—117 годов превратили иудеохристиан в маргиналов, а также окончательно отделили Церковь от Синагоги. «Паулинизм» и «петринизм» соединились в единое целое в Риме II века, где было сильно синтетическое центристское учение, ставшее ядром будущего католицизма и активно давшее отпор разным ересям.
Первичная церковная иерархия стала формироваться ещё в иерусалимской общине, когда апостолы уже не могли самостоятельно справляться с ежедневными обязанностями, передоверив их выборным диаконам. Ослабление апокалиптических ожиданий и увеличение числа верующих привели к быстрому росту иерархии: пророки и аскеты сменились мирянами, нуждающимися в руководстве. Изначальные общины делегировали свои права епископам, а те вручили их папе римскому. Христианская догматика формировалась в подобных же условиях. Сам Иисус вообще не оставил целостного учения, его первые сторонники ожидали скорого конца света и не заботились о письменной фиксации слов учителя. Когда же в конце первого века нашей эры, даже несмотря на разрушение Храма Иерусалимского, стало ясно, что второе пришествие откладывается, фиксация христианского учения стала первостепенной задачей. Первым этапом стала запись предания — Евангелий. Далее иудейская по сущности христианская религия стала активно взаимодействовать с греческой философией, преодолев крайне опасные для учения гностические ереси. По мысли Ренана, «демаркационной линией» между зарождением новой религии и возникновением церкви стало широкое общественное признание. При этом историю взаимоотношений христиан и римского государства Ренан односторонне рассматривал лишь как историю гонений, первые из которых относились к правлению Нерона. Адепты новой религии противопоставляли себя римской системе, отказывались почитать императора как бога, с радостью шли на казнь, воспринимая своё мученичество как доказательство истинности слов Христа. Ренан, в отличие от адептов тюбингенской школы, отказался от богословских интерпретаций, оставив без внимания все спорные вопросы формирования христианского вероучения, в том числе концепцию Царства Божьего. Историю христианства Ренан подавал через истории конкретных живых людей, которые руководствовались в повседневной практике собственными убеждениями.

### Политические воззрения Ренана
По словам писателя и философа Сигизмунда Годлевского, «Ренан так и остался до конца своих дней профаном в политике, насколько вообще такой умный и талантливый писатель может быть профаном». Открыто учёный выступил с декларациями своих политических взглядов во время и сразу после окончания франко-прусской войны, опубликовав сочинение La Réforme Intellectuelle et Morale de la France (1871). Ренан категорически отверг демократию и либеральную идеологию, так как «буржуазия открыто стремится к замене исторически сложившейся государственной власти безнравственной властью случайно разбогатевших людей», отвергающих традицию и исторически сложившуюся культуру. В своей обычной манере Ренан заключал, что формы государственного устройства сводятся либо к преобладанию государства над личностью, либо наоборот. В первом случае государственная власть допускает существование личной независимости и свободы в таком объёме, в каком это не угрожает самой власти, то есть граждане являются подданными, платят огромные налоги, отбывают всеобщую воинскую повинность и подвергаются тягостным личным ограничениям. Взамен подданным гарантируется безопасность, базовый уровень благосостояния и, отчасти, умственное развитие. Примером такого государства является Пруссия. Напротив, в демократических Соединённых Штатах Америки правительство слабо до такой степени, что «личность пользуется почти неограниченной свободой до тех пор, пока её интересы не приходят в столкновение со стремлениями других сограждан. Из столкновения неизбежно возникают сильная конкуренция и ожесточённая борьба за существование, в которой государственная власть не принимает почти никакого участия, а потому более слабым и неуклюжим бойцам приходится иногда очень плохо. Они обречены на гибель. Правосудие в подобных странах обыкновенно находится в печальном состоянии. Науки и особенно искусства не процветают». Франция, в силу революционных потрясений, не ступила ни на один из указанных путей развития и не выработала «прочной общественной формы».
В опубликованных в 1876 году Dialogues et Fragments Philosophiques Ренан в осторожной форме высказывался в пользу того, что в будущем государство обречено стать монархией или олигархией. Объясняется это тем, что «толпа не способна возвыситься до полного понимания высших идеалов добра, истины и красоты и что все её стремления сводятся, в сущности, к удовлетворению материальных потребностей». Ренановская олигархия — это «аристократия ума», поскольку он являлся убеждённым элитаристом, не верящим в возможность усовершенствования человеческой природы.
Классический статус приобрела речь Ренана «Что такое нация?», произнесённая в Сорбонне в 1882 году и напечатанная пять лет спустя. Несмотря на краткость, она отличается глубокой постановкой вопроса, что именно делает группу людей нацией. Перебрав понятия расы, религии, общности интересов, общности языка, ландшафта, историк показал, что ни один из этих факторов нации не определяет и не обеспечивает ей единства. Ренан исходил из различия нации и государства, указывая, что Австрийскому государству не удалось сплотить населяющие его народы в единую нацию, что удалось во Франции. Военный фактор также не является определяющим: военная угроза привела к консолидации итальянской нации и объединению страны, напротив, военные успехи турок оказались в конечном счёте гибельными для них. Поэтому Ренан объявил, что нация — это высший духовный принцип, который коренится как в прошлом, так и в настоящем. Нацию определяет как общее историческое наследие, так и согласие «принять на себя переданное от предков культурное богатство и нести его дальше», поэтому «общие печали сплачивают нацию сильнее, чем радости». Нация формируется путём долгого исторического развития, которое не подчинено «ни непреложной необходимости, ни произволу воли». При этом события, стоящие у истоков нации, неизменно мифологизируются. Поэтому для формирования нации способность забывать так же важна, как и историческая память: «Сущность нации в том, что у всех индивидов было много общего, и что все они забыли о многом». Беспристрастные исторические изыскания для массового сознания могут оказаться вредными. Слова Ренана о том, что всякий французский гражданин «должен забыть» Варфоломеевскую ночь и «убийства на Юге» XIII века, стали ключевой иллюстрацией концепции воображаемых сообществ Бенедикта Андерсона: по Андерсону, усилие по забыванию включает и вытеснение из исторической памяти того, что католики и гугеноты XVI века не считали себя единым сообществом, а в XIII веке жители современного юга Франции даже говорили на других (провансальском и каталанском) языках, вследствие чего становится возможным включить события прошлого в массовое сознание ныне существующий нации как неотъемлемую часть её исторической судьбы.

### Ренан-литератор между Шекспиром и Тургеневым

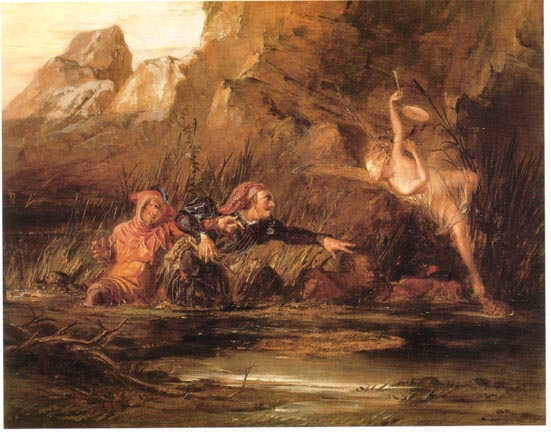
Уильям Белл Скотт. «Ариэль и Калибан», 1865

По определению Н. П. Генераловой (Пушкинский Дом), для И. С. Тургенева «общение с Ренаном было скорее данью приличиям», несмотря на то, что с кругом Полины Виардо учёный общался ещё с 1850-х годов. Непосредственно французский учёный и русский писатель соприкоснулись в 1868 году в одном из салонов, но и на этот раз Тургенев воздержался от знакомства, так как Ренан напомнил ему «застенчивого семинариста», а семинаристов Иван Сергеевич недолюбливал. Лишь в 1872 году учёного и писателя свёл Флобер, но и в этом случае никаких следов знакомства в переписке и в воспоминаниях современников не наблюдается, тем более, что ренановские интересы в области религиоведения и семитологии Тургеневу были чужды. Однако в марте 1878 года знаменитый писатель присутствовал на квартире у Ренана при чтении философской драмы «Калибан», написанной хозяином дома и вызвавшей отзыв Тургенева, датированный 9-м числом. Свою философскую драму Эрнест Ренан в обращении к читателям именовал продолжением шекспировской «Бури», поскольку, согласно его мнению, английский Бард является «историком вечности», не изображавшим конкретную страну или век. Самыми глубокими образами Шекспира Ренан провозгласил герцога Просперо, «бесформенное существо» Калибана («стоящее на пути к превращению в человека») и «сына света» Ариэля, провозглашённого «символом идеализма». Пьеса была декларацией собственных политических и эстетических взглядов историка. Тургенев на следующий день после чтения (10 марта 1878 года) написал второе письмо, убеждая Ренана, что пьеса его не завершена. Если считать Калибана олицетворением народа, то скептицизм Просперо — альтер эго Ренана — оказывался тотальным, и Тургенев утверждал, что смерти Ариэля должна быть противопоставлена, например, «могучая и наглядная» коронация Калибана. Ренан внял этому совету и буквально за три дня дописал финальный пятый акт своей драмы, в котором оставил некоторую надежду на перерождение Калибана. Больше всего Тургеневу понравилась «молитва органов», в которой восхваляется Гуно и принижается Вагнер.
В 1881 году Эрнест Ренан создал философскую пьесу «Источник юности», в которой действуют те же персонажи. Просперо удаётся добыть живую воду, но сильные мира сего пытаются использовать её для самых низменных надобностей. Прослышав, что Калибан обнаруживает политическую мудрость и что с его властью мирятся даже его заклятые враги, Просперо, под видом учёного Арно, отправляется странствовать. Он воскрешает Ариэля, который под влиянием страсти становится обыкновенным смертным и получает выгодную синекуру от благополучно царствующего Калибана. Убедившись в утопичности идеи осчастливить всех, Просперо решает добровольно уйти из жизни, признав, что «без Калибана нет истории». Из этого иногда делается вывод, что данная пьеса обозначила поворот в мировоззрении Ренана, начало отказа его от элитаризма и своего рода «признание» демократии. Высказывалась также идея, что бунт чёрного Калибана против «белого колонизатора» Просперо также отражал и реалии наступающего века империализма. В пьесе «Священник из Нэми» (1885) Ренан подчёркнуто пессимистичен, проводя идею, что в общественной жизни чаще всего торжествуют преступные и безнравственные деятели, а благородные идеалисты вроде героя пьесы жестоко расплачиваются за свои добрые дела. Любая попытка осчастливить толпу опасна для реформатора «благодаря тупости и умственной косности масс». В последней пьесе «Аббатиса из Жуара» (1886) Ренан попытался примирить старое и новое общество силой любви, благодаря которой добродетель торжествует и получает подобающую награду.
1 октября 1883 года Ренан произнёс публичную речь в часовне Северного вокзала перед телом Тургенева, которое отправляли для захоронения в Россию. Среди слушателей Ренана было около четырёхсот русских эмигрантов и лично Полина Виардо. Речь эта сыграла немалую роль в формировании французского «культа Тургенева»: Эрнест Ренан заявил, что Иван Сергеевич, хотя и был порождением «низшей расы», но сумел подняться «над её безличностью», сделаться «совестью и голосом» русских. Он сам сделал себя пророком, сумев примирить в себе все противоречия; Ренан назвал Тургенева «удивительным славянским гением», истинным представителем элиты своего народа.

## Память

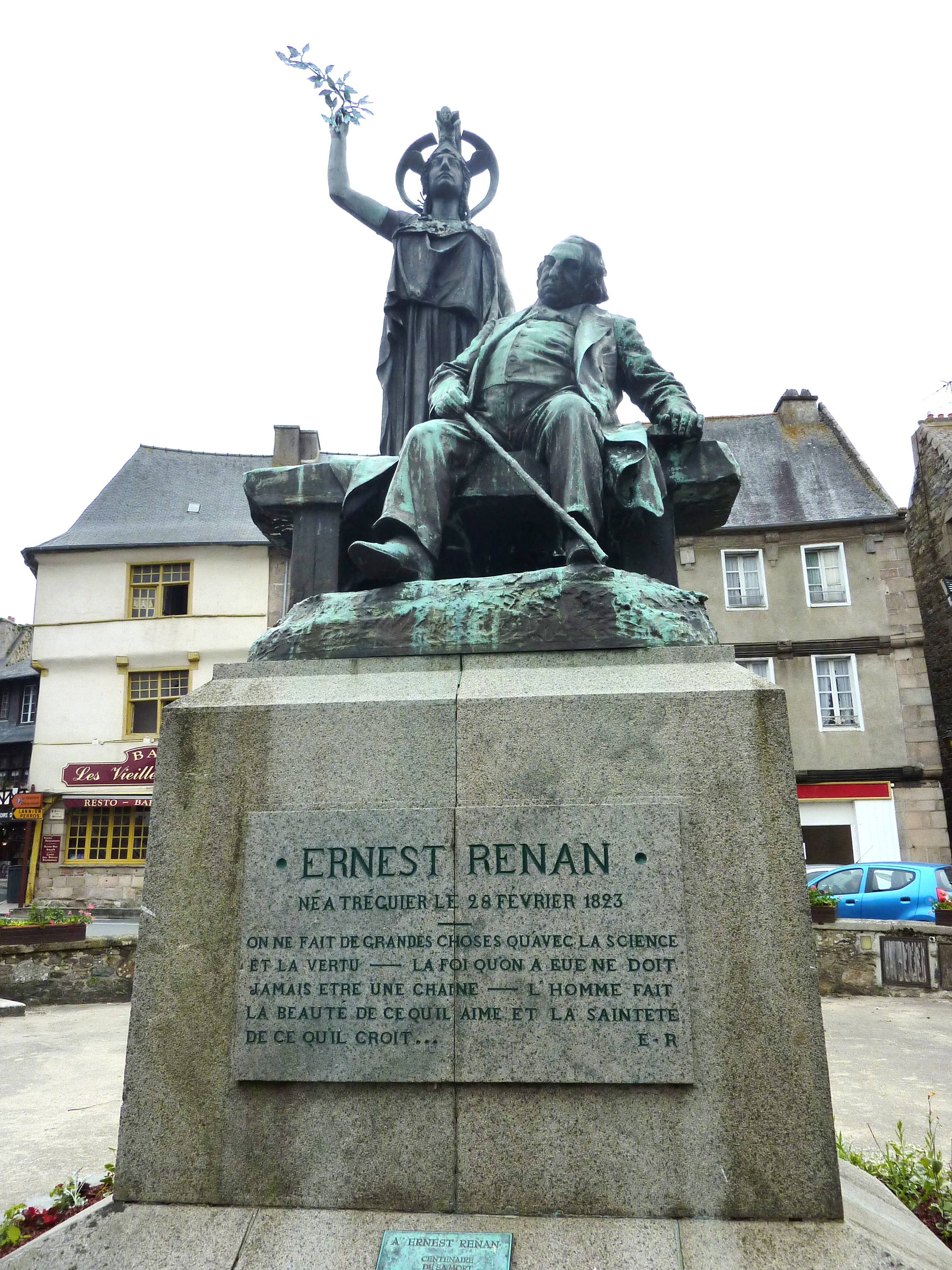
Памятник Ренану на соборной площади в Трегье

Поль Вейн, характеризуя место Ренана в истории науки и общественной мысли, высказывал следующую идею:

Современный мир начался около 1860 года. Флобер, Ницше, Ренан — именно с них начинается эра, в которой мы живём по сей день, именно здесь пролегает подлинный исторический разлом. Никакой постсовременности до сих пор не наступило. <…> В 1860 году они уже всё знали — и про историю, и про накопление истин или баснословий. Они смотрели на века и континенты тем же взглядом, которым смотрим и мы до сих пор. Они больше не верили…

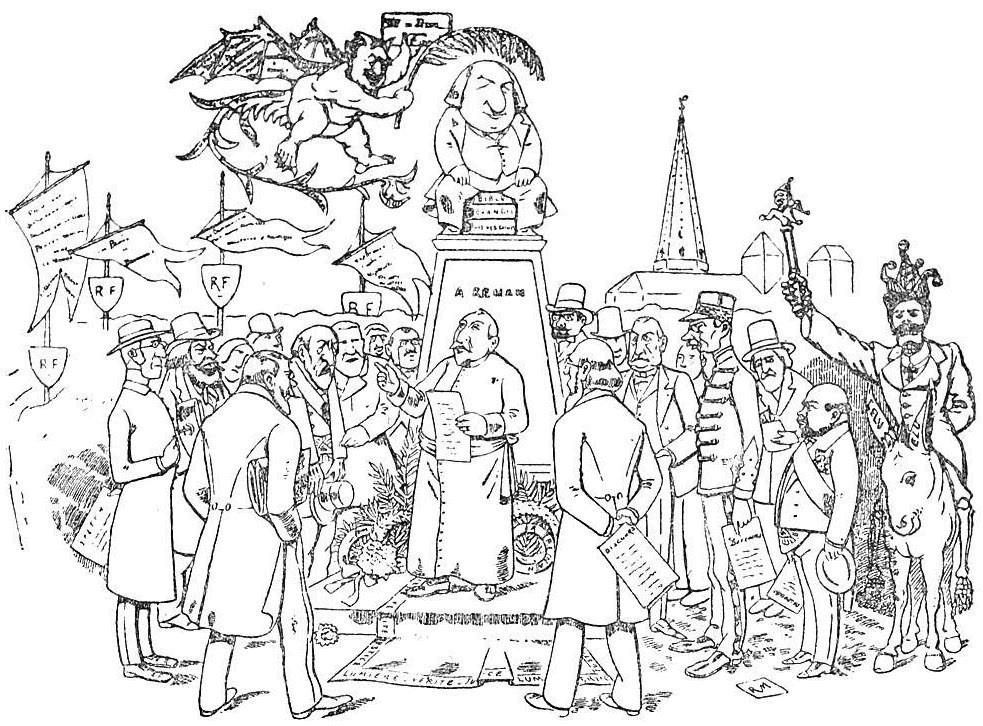
Карикатура, высмеивающая установку памятника Ренану в Трегье

После кончины Эрнест Ренан по освещению во французской прессе как мыслитель и общественный деятель был сопоставим лишь с Виктором Гюго. В некрологе Габриэль Моно сравнил покойного с Вольтером и Гёте. При жизни и в первые десятилетия после кончины Ренан вызывал полярно противоположные мнения, от провозглашения его «всеевропейским богохульником» папой римским Пием IX и обвинений в непоследовательности мысли и «элитаризме» со стороны Ларусса до признания «величайшим светилом XIX века» со стороны Анатоля Франса. По словам историка Роберта Приста (Лондонский университет), между 1892—1923 годами личность и наследие Ренана были «канонизированы». Культ национальных героев — особенно учёных, педагогов и писателей, т. н. «выразителей национального духа», — играл огромную роль в Третьей Республике после поражения во франко-прусской войне. Отчасти в создании этого культа поучаствовал и сам Ренан, обвинив в поражении научную и духовную отсталость Франции от Германии. Официального заявления со стороны правительства об идеологическом наследии Ренана так и не было выпущено; во всех некрологах и речах подчёркивались научные заслуги историка и его эрудиция, но не идейный комплекс. В 1902 году скандалом обернулись дебаты вокруг установки памятника Ренану в его родном городе Трегье. Они велись на фоне борьбы правительства Третьей Республики с клерикализмом и закрытия духовных школ, что привело к волнениям в Нижней Бретани летом 1902 года; для закрытия одного из женских училищ пришлось вызывать войска. Камилла Аярд, выдвинувшая инициативу с памятником, специально писала дочери Ренана, чтобы семья не унижала память покойного связью с «местечковыми конфликтами республиканско-демократической и клерикальной реакционной Бретани». В конце концов установка памятника была санкционирована министром внутренних дел. Идея была поддержана бретонцами-республиканцами, в число которых входили такие авторитеты, как Анатоль ле Браз, Аристид Бриан и профессор Коллеж де Франс Теодюль Рибо; среди прочих инициативу продвигали Жорж Клемансо, Анатоль Франс, Жан Жорес, Жозеф Рейнах и Эмиль Золя. Изготовление статуи было доверено скульптору Жану Буше — «бретонцу и дрейфусару». Памятник изображал пожилого Ренана, присевшего с палкой под сенью Афины, венчающей писателя лавровым венком. На профессию и местную идентичность указывали его бретонская фетровая шляпа и книга. Афина символизировала разум и науку, а также путешествие Ренана в Грецию. Как полагал Р. Прист, памятник был призван и «де-демонизировать» Ренана для бретонской аудитории, изобразив его «безобидным старцем», осенённым славой. Впрочем, размещение памятника на соборной площади было «сознательной провокацией». Церемония открытия вылилась в большой городской праздник, оформленный в национальном бретонском стиле, со множеством лозунгов, прославлявших дух Революции и свободной мысли.
В течение XX века новейшие исторические исследования постепенно делали работы Ренана неактуальными. Возрождение интереса к его наследию связано, с одной стороны, с исследованиями наций и национализма после Бенедикта Андерсона, с другой — с ревизией Ренана критиками колониализма и ориентализма, в первую очередь в программном труде Эдварда Саида «Ориентализм» (1978), подробно анализировавшем расистские акценты в «Сравнительной истории семитских языков». Саид определял Ренана как «не полностью оригинального, но и не абсолютно вторичного» интеллектуала, «динамическую силу», представителя типа культурной и интеллектуальной практики, который Фуко в «Археологии знания» именовал архивом. Зеэв Штернхель в работе «Антипросвещение» (2006) провозгласил Ренана одной из основополагающих фигур консервативной традиции наряду с Бёрком, Шпенглером и Майнеке. Пьесу Эме Сезера «Буря» (1969), в которой шекспировский сюжет перевёрнут в деколониальном ключе (Калибан — чёрный раб белого рабовладельца Просперо), британская исследовательница Маргарет Маджумдар рассматривает как вдохновлённую не только Шекспиром, но и Ренаном; ещё в «Речи о колониализме» 1950 года Сезер полемически сравнивал идеи Ренана с идеями Гитлера.
В 1923 году была опубликована библиография Ренана, составленная Анри Жираром и Анри Монселем, учитывавшая все прижизненные публикации и все рукописи, а также переводы на разные языки, включая русский. Эта библиография остаётся актуальной и к наступлению 200-летия со дня рождения учёного. Огромный труд по введению в оборот рукописей своего деда проделала Генриетта Психарис (1884—1972), опубликовавшая два тома корпуса переписки Ренана с матерью, сестрой Генриеттой и Бертло (вышли в 1926 и 1928 годах соответственно). Сама Г. Психарис в 1935—1940 годах работала административным секретарём «Французской энциклопедии», главным редактором которой был Люсьен Февр. Редакция «Энциклопедии» являлась традиционным для Франции интеллектуально-светским салоном, кроме того, в 1939 году в это же здание переехала редакция журнала «Анналы», секретарём которого стала Г. Психарис. В 1947—1961 годах она выпустила десять томов полного собрания сочинений Ренана, снабжённых указателями, библиографией и переводами иноязычных цитат. Это позволило ввести интеллектуальное наследие мыслителя в актуальный послевоенный контекст. В 1952 году возобновило свою деятельность Общество Эрнеста Ренана (изначально основанное в 1919 году «для развития исследований по истории религий»), в установочный комитет которого вошли Л. Февр, Э. Бенвенист и Ж. Вандриес, А.-Ш. Пюэш, А. Марру, А. Ван Геннеп и даже Анри Берр — создатель журнала Revue de synthèse historique и книжной серии «Эволюция человечества». Иными словами, корпус трудов Ренана сделался актуальным для представителей инновационного гуманитарного знания XX века. Полное собрание переписки Ренана вышло в 1995—2014 годах под редакцией Жана Бальку, Анн-Мари де Брэм и Мориса Ганье. Ганье в 1994 году выпустил отдельным изданием переписку Ренана с Гортензией Корню; также были опубликованы переписка Ренана с его издателями Мишелем и Кальманом Леви (1986) и корпус переписки Корнелии Ренан и Софи Бертло. В 1990-е и 2000-е годы вышли новые критические издания практически всех основных работ Эрнеста Ренана. Авторитетные биографии Ренана, основанные на первоисточниках и претендующие на целостное аналитическое осмысление его жизни и творчества, выпускали Генриетта Психарис (1937) и Франсуа Милльепьер (1961). В 2016 году новейшую биографию выпустил профессор-эмерит Университета Восточной Бретани Жан Бальку. Рецензент Бернар Жоассар (Nouvelle Revue théologique) утверждал, что в биографии основное внимание было уделено интеллектуальным потрясениям, в которых разворачивалось духовное становление Ренана, то, что может быть обозначено «кризисом модерна». Бальку корректно показал увлечение Ренана немецкой критикой, утверждая большую современность этого учёного, так как человечество XXI века испытывает ещё большее затруднение в соединении веры и разума. «Неважно, восхищаетесь ли вы Ренаном или нет, эту книгу стоит прочитать. Она многому научит».
В 1906 году военно-морской флот Франции пополнился броненосным крейсером (тип «Леон Гамбетта»), названным в честь философа, который находился в строю до 1931 года.
В 1956 году дом-мастерская Шефферов был продан наследниками за символическую сумму французскому государству. «Музей Шефферов-Ренана» был открыт только в 1981 году как филиал Музея Карнавале и в 1987 году получил самостоятельный статус «Музея романтической жизни». В 2013 году он вошёл в объединение четырнадцати городских музеев Парижа. При продаже дома была проведена инвентаризация коллекции и архива, включая мебель, различные предметы искусства, библиотеку в 1200 томов и более 4000 единиц хранения в архиве: деловые документы, переписку, семейные генеалогии, рукописи и автографы. Отдельный архивный фонд Ренана — Психарис был образован в 1990 году в соответствии с классификацией Генриетты и Корнелии Психарис. Личный фонд Эрнеста Ренана включает около 50 коробок с разнообразными бумагами и фотографиями, а также 1000 томов переплетённой переписки, рукописей книг, корректурных листов, аннотаций для издателей. Кроме того, в фонде Психарисов сохраняются его записные книжки и некоторые фотографии. Эти материалы составили основу научного издания переписки Ренана, ведущейся с 1995 года. Планируется оцифровка и вовлечение в научный оборот материалов Ренана по аверроизму. Музей романтической жизни входит в сеть объектов французского литературного наследия наряду с домом-музеем Ренанов в Трегье.

## Труды Эрнеста Ренана

### На французском языке
- Averroes et l’averroisme : essai historique / par Ernest Renan. — Paris : Durand, 1852. — XII, 367 p.
- Renan E. Essais de morale et de critique. — Paris : Lévy, 1859. — XIX, 456 p.
- Renan E. Histoire générale et système comparé des langues sémitiques. Première partie, Histoire générale des langues sémitiques. — 3e éd. — Paris : Impr. impériale, 1863. — XVI, 527 p.
- Renan E. Renan. Histoire des Origines du Christianisme. — Paris : Lévy, 1863—1883. — Vol. 1—7. — Vol. 1. Vie de Jésus. — Vol. 2. Les apotres. — Vol. 3. Saint Paul. — Vol. 4. L’Antechrist. — Vol. 5. Les Évangiles et la seconde génération chrétienne. — Vol. 6. L'Église chrétienne. — Vol. 7. Marc-Auréle et la fin du monde antique. — [Vol. 8] Index général.
- La reforme intellectuelle et morale par Ernest Renan. — Paris : Michel Levy Freres, Editeurs, 1874. — 339 p. — (Librairie nouvelle).
- Renan E. Spinoza : conference tenue a la Haye, le 12 fevrier 1877 : deux-centieme anniversaire de la mort de Spinoza. — Paris : Calmann Levy, editeur, 1877. — 26 p.
- Renan E. Caliban: suite de La Tempete : drame philosophique. — Paris : Calmann Lévy, 1878. — III, 95 p.
- Renan E. L’eau de Jouvence : suite de Caliban. P.: Calmann Levy, Editeur : Ancienne maison Michel Levy Freres, 1881. — 135 p.
- Renan E. Le prêtre de Nemi. — Paris : Lévy, 1886. — XIV, 152 p.
- Renan E. Histoire du peuple d'Israël : en 5 tomes. — Paris : Lévy, 1887—1893.
- Renan E. L'avenir de la science: pensées de 1848. — Paris : Calmann-Lévy, 1890. — 541 p.
- Renan E. Nouveaux cahiers de jeunesse: 1846. — Paris : Calmann-Lévy, Editeurs, 1907. — 326 p.
- Oeuvres complètes de Ernest Renan / éd. définitive établie par Henriette Psichari. — P.: Lévy, 1948—1961.
- Ernest Renan. Correspondance générale. — Paris : Honoré Champion, 1995. — ISBN 978-2-85203-426-6.
- Ernest Renan. Correspondance générale. — Paris : Honoré Champion, 2000. — ISBN 978-2-85203-640-6.
- Ernest Renan. Correspondance générale. — Paris : Honoré Champion, 2008. — ISBN 978-2-7453-1761-2.
- Ernest Renan. Correspondance générale. — Paris : Honoré Champion, 2014. — ISBN 978-2-7453-2551-8.

### Переводы на русский язык
- Ренан Э. О происхождении языка / Пер. с фр. (с 4-го, последнего издания) А. Н. Чудинов. — Воронеж: Издание Редакции «Филологических Записок». В типографии В. Гольдштейн, 1866. — IV, 126, VI, [2] c.
- Ислам и наука : Речь, произнес. Эрнестом Ренаном в собр. «Науч. фр. ассоц.» (основ. в 1861 г. Леверье), б. 29 марта в большом Сорбон. амфитеатре / Пер. Алексея Вёдрова. — СПб. : тип. М.М. Стасюлевича, 1883. — 25 с.
- Что такое нация ? : Лекция Э. Ренана, чит. в Сорбонне. — СПб. : Вл. Берман и С. Войтинский, 1886. — 43 с. — (Европейская библиотека; [№ 5]).
- Ренан Э.Место семитских народов в истории цивилизации: Речь при открытии курса яз. евр., халд. и сир. в Collège de France / Пер. П. Перова. — М.: В. Н. Маракуев, 1888. — 32 с.
- Собрание сочинений Эрнеста Ренана: в 12 т. С портретом автора и очерком его жизни и деятельности / пер. с фр. под ред. В. Н. Михайлова. — Киев: Б. К. Фукс, 1902—1903.
- Ренан Э. Калибан. Философская драма. Книга вторая. — М.: Товарищество тип. А. И. Мамонтова, 1906. — 173 с.
- Ренан Э. История первых веков христианства. Т. 1—7. СПб.: Н. Глаголев, 1907.
  - Ренан Э. История происхождения христианства: полное издание в одном томе. — М. : Альфа-Книга, 2016. — 1275 с. — ISBN 978-5-9922-2140-4.
- Ренан Э. История израильского народа / Под ред., с примеч. и вступ. ст. С. М. Дубнова. — Т. 1—5. — СПб: Брокгауз-Ефрон, 1908—1912.
- Ренан Э. Источник юности: Философ. драма в 5 актах / Пер. и вступ. ст. Юрия Спасского. — М.: тип. «Печ. дело», 1909. — XIV, 99 с.
- Ренан Э. Философскiе дiалоги : Жрецъ Немiйскiй / Предисл.: П. Бицилли. — [Одесса] : Гносис, 1919. — XVI, 167 с.
- Ренан Э. Жизнь Иисуса : Репринт. изд. / [Послесл. А. Меня]. — М. : Сов.-брит. совмест. предприятие «Слово», 1990. — LXXIII, 426 с. — ISBN 5-85050-253-X.
- Ренан Э. Аверроэс и аверроизм: исторический очерк / пер. с фр. под ред. В. Н. Михайлова. — Изд. 2-е. — М. : URSS: Кн. дом «ЛИБРОКОМ», 2010. — 249 с. — (Из наследия мировой философской мысли : великие философы). — ISBN 978-5-397-00947-8.